# События сентября — октября 1993 года в Москве
Разго́н Съе́зда наро́дных депута́тов и Верхо́вного Сове́та Росси́йской Федера́ции (также известный как «Штурм Белого дома», «Расстрел Дома Советов», «Чёрный октябрь», «Октябрьское восстание 1993 года», «Октябрьский переворот 1993 года», «Указ 1400», «Октябрьский путч», «Ельцинский переворот 1993 года») — внутриполитический конфликт в Российской Федерации 21 сентября — 4 октября 1993 года. Произошёл вследствие конституционного кризиса, развивавшегося в стране с декабря 1992 года. Противостояние сопровождалось вооружёнными столкновениями на улицах Москвы и последующими действиями войск, в ходе которых погибло не менее 158 человек и 423 были ранены или получили иные телесные повреждения (из них 3 и 4 октября — 124 убитых, 348 раненых).
Кризис явился следствием противостояния двух политических сил: с одной стороны — президента Российской Федерации Бориса Ельцина, правительства, возглавлявшегося Виктором Черномырдиным, части народных депутатов и членов Верховного Совета — сторонников президента, а с другой стороны — противников социально-экономической политики президента и правительства: вице-президента Александра Руцкого, основной части народных депутатов и членов Верховного Совета Российской Федерации во главе с Русланом Хасбулатовым.
События начались 21 сентября, когда президент Борис Ельцин, выступив по телевидению в 20:00 своим указом под номером 1400 распустил Съезд народных депутатов и Верховный Совет, что нарушало действующую на тот момент Конституцию. С 21 сентября по 2 октября в оцепленном с баррикадами Белом доме на Краснопресненской набережной заседали только депутаты Верховного Совета. В областях и краях исполнительная власть - за Ельцина, законодательная - за Руцкого и Хасбулатова. Утром 22 сентября Верховный Совет отстранил президента Ельцина от должности и объявил вице-президента Александра Руцкого исполняющим обязанности президента. 24 сентября Съезд народных депутатов, созванный Верховным Советом, оценил его действия как государственный переворот. Борис Ельцин, однако, продолжил осуществлять полномочия президента России. Его поддержало правительство и руководство силовых структур (МВД, Министерство обороны, Министерство безопасности). Сотрудники правоохранительных органов стали блокировать вход к зданию Дома Советов, где заседали народные депутаты. Туда начали стекаться сторонники Белого дома и строить баррикады. На протяжении десяти дней длились уличные столкновения между силами оппозиции и правоохранительными органами. 3 октября протестующие прорвали оцепление вокруг Дома Советов России, захватили здание московской мэрии и попытались захватить телецентр «Останкино», где были разогнаны спецназом с применением оружия. 4 октября в Москву были введены лояльные Ельцину войска, которые обстреляли Белый дом из танков и штурмовали здание.
Расследование событий осталось незавершённым; следственная группа была распущена после того, как в феврале 1994 года Государственная дума приняла решение об амнистии для лиц, участвовавших в событиях 21 сентября—4 октября 1993 года. В результате общество до сих пор не имеет однозначных ответов на ряд ключевых вопросов о происходивших трагических событиях — в частности, о роли политических лидеров, выступавших как на одной, так и на другой стороне, о принадлежности снайперов, стрелявших по мирным гражданам и сотрудникам милиции, о действиях провокаторов и о том, кто виновен в трагической развязке. Имеются лишь версии участников и очевидцев событий, журналистов, политологов, следователя распущенной следственной группы и думской комиссии 1998 года.
Новая Конституция, принятая всенародным голосованием 12 декабря 1993 года и действующая с некоторыми изменениями до настоящего времени, предоставляет президенту Российской Федерации существенно более широкие полномочия, чем действовавшая на момент конфликта Конституция 1978 года (с изменениями, внесёнными в 1989—1992 годах). Должность вице-президента России была упразднена.
По распространённой оценке, в результате этих событий в России установился полуавторитарный режим с управляемой демократией и суперпрезидентской республикой.

## Суть конфликта
21 сентября 1993 года президент России Борис Ельцин издал указ № 1400, предписывавший высшему органу государственной власти Российской Федерации — Съезду народных депутатов, а также постоянно действующему законодательному органу — Верховному Совету прервать свою деятельность. Полномочия народных депутатов Российской Федерации прекращались. Указом вводилось в действие Положение «О выборах депутатов Государственной Думы», и назначалось проведение 11-12 декабря 1993 года выборов в новый законодательный орган — Федеральное собрание. Конституционному Суду предлагалось не созывать заседания до начала работы Федерального Собрания. В своём телевизионном обращении к гражданам России Борис Ельцин обвинил Верховный Совет и Съезд народных депутатов в попрании воли российского народа, политике по устранению президента, дезорганизации работы правительства и препятствовании процессу создания правового государства в России. Ссылаясь на то, что действовавшая на тот момент Конституция не позволяла «коренного обновления» государственной власти в Российской Федерации, Ельцин объявил о том, что «обязан разорвать этот губительный порочный круг».
Конституционный суд Российской Федерации через несколько часов на экстренном заседании заключил, что данный указ не соответствует ряду положений российской Конституции и служит основанием для отрешения президента Ельцина от должности. Верховный Совет и созванный им X чрезвычайный (внеочередной) Съезд народных депутатов отказались подчиниться указу президента, квалифицировали его действия как государственный переворот и на основании Конституции констатировали прекращение полномочий президента Ельцина с момента издания указа № 1400 и переход их к вице-президенту Руцкому. Оборону Дома Советов возглавили утверждённый парламентом и Съездом и. о. президента России Александр Руцкой, председатель Верховного Совета Руслан Хасбулатов и назначенные Руцким министр обороны Владислав Ачалов и его заместитель Альберт Макашов. 24 сентября началась полная блокада Дома Советов, где заседал Съезд народных депутатов.
Кульминацией стали события 3 октября, когда после многочисленных уличных столкновений с подразделениями ОМОНа, милиции и внутренних войск, подошедшие со стороны Садового кольца демонстранты прорвали оцепление правоохранительных органов вокруг Дома Советов. Немногим позже милиция была выбита и из соседнего здания московской мэрии. Воодушевлённые быстрым успехом, сторонники Верховного Совета во главе с генералом Альбертом Макашовым попытались захватить телецентр «Останкино». Во время штурма у входа в здание телецентра произошёл взрыв, в результате которого погиб один из защитников здания. В ответ бойцы спецназа, находившиеся в тот момент внутри здания, открыли по демонстрантам огонь на поражение, в результате которого было убито не менее 46 человек. Жертвами стали как протестующие, так и случайные люди.
В ночь с 3 на 4 октября Ельцин подписал указ о введении в Москве чрезвычайного положения. Введённые утром следующего дня в центр Москвы войска подвергли Дом Советов обстрелу из танковых орудий, штурмовали здание и арестовали оставшихся лидеров восстания. В результате перестала существовать система Советов народных депутатов, радикально изменилась система власти в России: вместо советской формы правления на период до принятия Конституции было установлено прямое президентское правление, после вступления в силу новой Конституции — президентско-парламентская республика. В феврале 1994 года арестованные участники октябрьских событий были амнистированы Государственной думой (кроме Руцкого, который не принял амнистию) и выпущены на свободу.

## Предыстория конфликта

Состав Съезда народных депутатов РФ в начале марта 1993 г. (в скобках указано количество депутатов, входивших во фракцию):
Блок «Российское единство»
Аграрный союз России (130)
Коммунисты России (67)
Россия (43)
Отчизна (51)
Блок «Созидательные силы»
Промышленный союз (52)
Рабочий союз России — реформы без шока (53)
Смена — новая политика (53)
Блок «Демократический центр»
Суверенитет и равенство (50)
Свободная Россия (55)
Левый центр — Сотрудничество (62)
Блок «Коалиция реформ»
Демократическая Россия (49)
Радикальные демократы (50)
Вне блоков
Родина (57)
Согласие ради прогресса (54)

К началу 1993 года после радикальных реформ правительства Ельцина — Гайдара социально-экономическая ситуация в России находилась в тяжёлом состоянии: в результате гиперинфляции за год цены выросли в 26 раз, а вклады населения обесценились на 94 %. Съезд народных депутатов и Верховный Совет были всё больше недовольны результатом реформ и способом их проведения. Ситуация усугублялась наличием поста президента при сохранении неограниченных полномочий Съезда народных депутатов и Верховного Совета Российской Федерации, что порождало в России проблему двоевластия. В то же время Ельцин настаивал на передаче полномочий Съезда народных депутатов президенту.
Ещё одной причиной конфликта считается неоднократный отказ Съезда народных депутатов ратифицировать Беловежское соглашение о прекращении существования СССР и исключить из текста Конституции Российской Федерации 1978 года упоминания о Конституции и законах СССР.
17 сентября 1992 года представители парламентского блока «Российское единство» заявили на пресс-конференции, что правая и левая оппозиция объединяется в борьбе за свержение президента Ельцина и правительства России.
В начале 1993 года на Съезде народных депутатов Российской Федерации и в Верховном Совете сложилось твёрдое антиельцинское и антиреформаторское большинство, в которое входили:
- блок «Российское единство» («Аграрный союз России», «Коммунисты России», бабуринская «Россия» и фракция «Отчизна», состоявшая из радикальных коммунистов и отставных военных)[34][35];
- блок «Созидательные силы» (фракции «Промышленный союз», «Рабочий союз России — реформы без шока», «Смена — новая политика»)[35];
- центристский блок «Демократический центр» (занимал «конструктивную оппозицию», однако часть депутатов из фракций «Свободная Россия» и «Левый центр — Сотрудничество» поддержали президента в сентябре 1993 г., в том числе М. Митюков, Н. Рябов, Д. Волкогонов, С. Шахрай, С. Степашин, Б. Немцов и др.)[35];
- внеблоковая фракция «Родина»[35].

На реформаторских и проельцинских позициях оставались только парламентский блок «Коалиция реформ» (фракции «Демократическая Россия» и «Радикальные демократы») и внеблоковая фракция «Согласие ради прогресса», которая в основном поддерживала политику Ельцина, однако выступала против роспуска Съезда народных депутатов.
20 марта Ельцин выступил с телевизионным обращением к народу, объявив, что только что подписал указ о введении «особого порядка управления». Конституционный суд Российской Федерации, ещё не имея подписанного указа президента, признал его действия, связанные с телеобращением, неконституционными и усмотрел наличие оснований для отрешения президента от должности. Однако, как выяснилось чуть позже, в действительности указ с таким содержанием не был подписан. Созванный IX (внеочередной) Съезд народных депутатов предпринял попытку отрешить президента от должности, но для отрешения не хватило 72 голосов. Для преодоления политического кризиса Съезд назначил на 25 апреля проведение референдума с четырьмя вопросами, по результатам которого большинство голосовавших выразили поддержку президенту Ельцину и выступили за досрочные выборы народных депутатов. Однако, для того, чтобы назначить новые выборы в законодательные органы требовалась поддержка более половины граждан, имеющих право голосовать, которую заполучить не удалось.
1 мая в Москве произошли столкновения с милицией противников Ельцина, в результате которых погиб один боец ОМОН и почти 200 манифестантов получили травмы. В связи с этими событиями Верховный Совет предложил президенту освободить от должности министра внутренних дел В. Ф. Ерина, однако президент отказался сделать это.

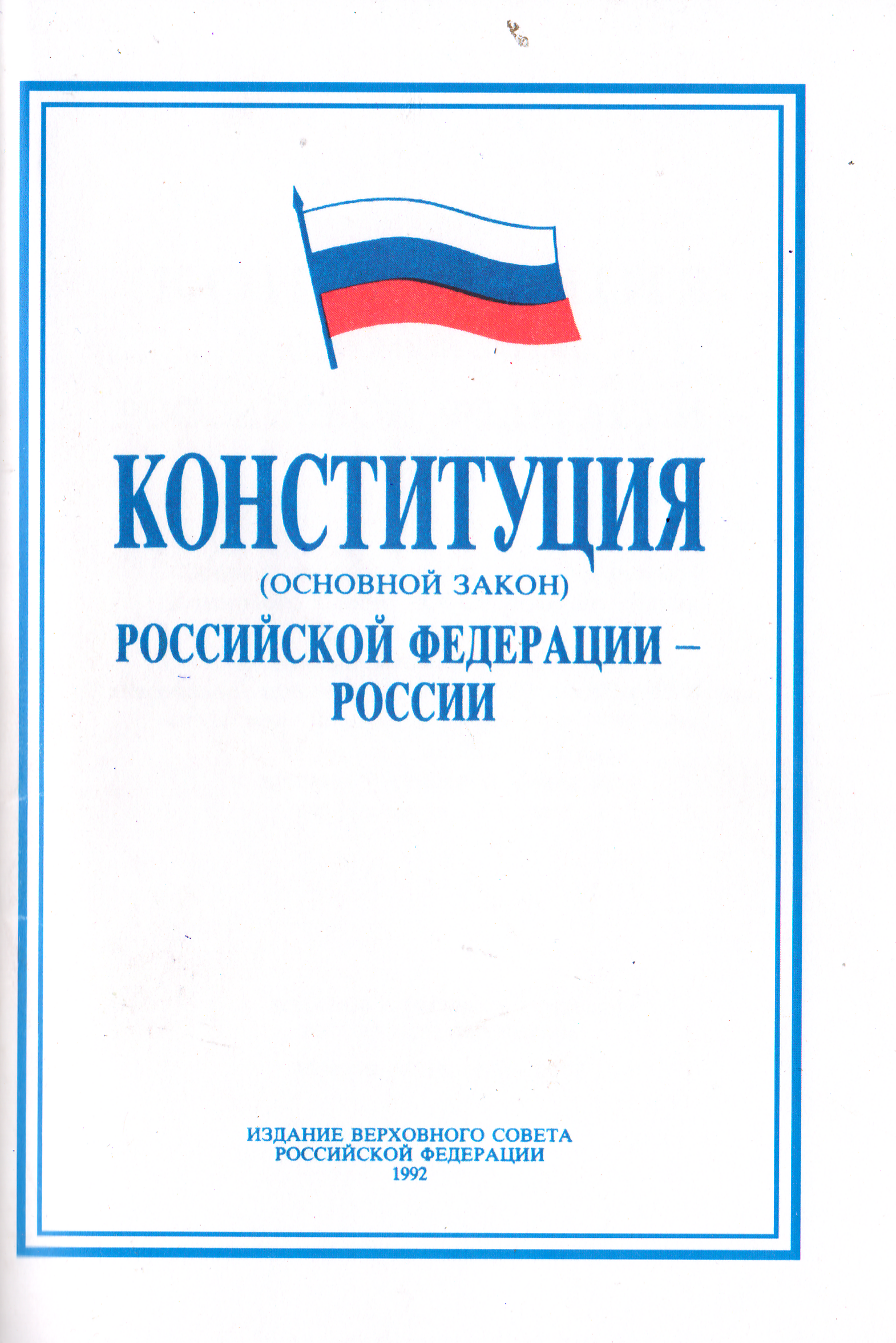
Обложка Конституции России 1992 года издания Верховного Совета РФ

К середине июня в стране был выбор между двумя основными проектами новой Конституции: проект с уклоном в парламентскую республику, разработанный возглавляемой Олегом Румянцевым Конституционной комиссией Съезда народных депутатов РФ и альтернативный проект Конституции с сильной президентской властью, разработанный Конституционным совещанием и одобренный президентом Ельциным, который и будет принят по итогам событий 1993 года.
1 сентября Ельцин попытался отстранить от исполнения обязанностей вице-президента А. В. Руцкого, который в последнее время неоднократно выступал с жёсткой критикой президента и правительства. Однако действие указа было приостановлено Верховным Советом до разрешения дела в Конституционном суде.
12 сентября проект указа № 1400 впервые обсуждали в Ново-Огарёве, куда Ельцин пригласил министра иностранных дел А. В. Козырева, министра обороны П. С. Грачёва, министра внутренних дел В. Ф. Ерина, и. о. министра безопасности Н. М. Голушко, начальника своей службы безопасности А. В. Коржакова и начальника главного управления охраны М. И. Барсукова. Указ одобрили все участники совещания. Было решено распустить Съезд и Верховный совет 18 сентября. Планировалось перекрыть входы в здание и не пускать депутатов внутрь. По словам Коржакова, «жизнь граждан не улучшалась, а законодательная власть только и делала, что конфликтовала с исполнительной. К тому же Конституция явно устарела и не соответствовала изменившимся отношениям в обществе». На следующий день проект указа был согласован с председателем Совета министров В. С. Черномырдиным. Первый вице-премьер Е. Т. Гайдар также выразил поддержку этим намерениям. Не поддержал роспуск Съезда и парламента директор Службы внешней разведки Евгений Примаков.
21 сентября, как позднее сообщила газета «Коммерсант», министр обороны Павел Грачёв провёл экстренное заседание коллегии министерства, на котором обсуждалась позиция Вооружённых сил в случае резкого обострения ситуации в стране. Руководство министерства и командиры воинских частей категорически отвергли возможность использования армии для решения внутриполитических проблем. В частности, командир Кантемировской танковой дивизии, принимавшей активное участие в августовских событиях 1991 года, заявил, что его солдаты не войдут в Москву ни при каких обстоятельствах. В тот же день, согласно газете, состоялся телефонный разговор Павла Грачёва с Борисом Ельциным, в ходе которого министр сообщил президенту позицию военных.

## Обострение конфликта

### 21 сентября

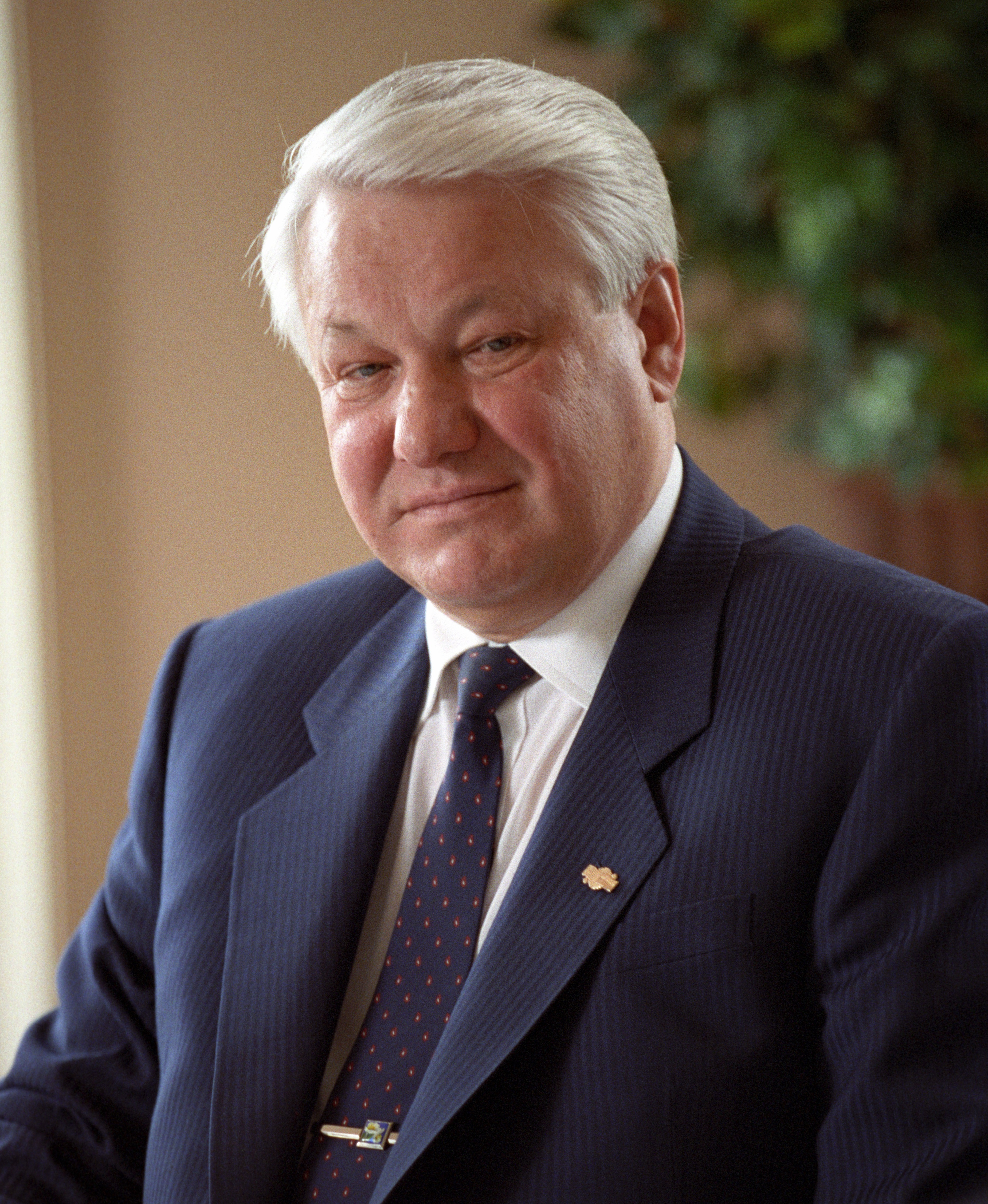
Президент России Борис Ельцин. 1993

Вечером в 20:00 Борис Ельцин выступил по телевидению с обращением к гражданам России, сообщив, что издал указ № 1400 «О поэтапной конституционной реформе в Российской Федерации», предписывавший высшему органу государственной власти Российской Федерации — Съезду народных депутатов, обладавшим правом вносить изменения в конституцию и отправлять в отставку президента, а также постоянно действующему законодательному органу — Верховному Совету, который мог накладывать вето на указы президента, прекратить свою деятельность. Указом вводилось в действие Положение «О выборах депутатов Государственной Думы» и назначалось проведение 11-12 декабря 1993 года выборов в Государственную Думу Федерального Собрания Российской Федерации.
В тот же день в ответ на телеобращение Президиум Верховного Совета Российской Федерации принял постановление о прекращении полномочий президента Ельцина и назначении вице-президента Александра Руцкого исполняющим обязанности президента. Также Президиум постановил, что Указ № 1400 не подлежит исполнению. Этим же постановлением 22 сентября созывалась внеочередная сессия Верховного Совета с повесткой дня «О государственном перевороте в Российской Федерации».
К Белому дому (Дому Советов) — начали приходить граждане, возник стихийный митинг. Собравшиеся у Дома Советов граждане, по примеру событий 19-21 августа 1991 года, начали возводить заграждения. Сотрудниками правоохранительных органов были блокированы Парламентский центр на Цветном бульваре и гараж Верховного Совета на Звенигородском шоссе. Также была отключена автоматическая междугородная связь Дома Советов.
В это же время на экстренном заседании Конституционный суд Российской Федерации заключил, что Указ № 1400 и обращение Ельцина не соответствуют Конституции Российской Федерации и служат основанием для отрешения президента Ельцина от должности или приведения в действие иных специальных механизмов его ответственности.

### 22 сентября

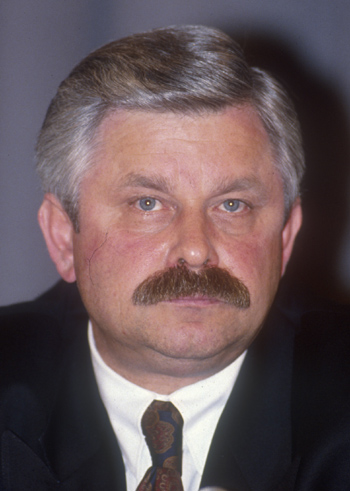
Александр Руцкой — вице-президент России (1991—1993)

В полночь на экстренной сессии Верховного Совета были приняты постановления о прекращении полномочий президента Б. Н. Ельцина, об исполнении этих полномочий вице-президентом А. В. Руцким и о незамедлительном созыве X чрезвычайного (внеочередного) Съезда народных депутатов с повесткой дня «О политическом положении в Российской Федерации в связи с совершённым государственным переворотом».
После вступления в исполнение обязанностей президента России Руцкой отменил указ Ельцина как антиконституционный, освободил от своих обязанностей и. о. министра безопасности Николая Голушко, министра обороны Павла Грачёва, министра внутренних дел Виктора Ерина и назначил на их места Виктора Баранникова, Владислава Ачалова и Андрея Дунаева соответственно. Заместителем министра обороны был назначен Альберт Макашов. На 10 часов утра у Дома Советов России находилось до 1500 сторонников Верховного Совета, число которых к концу дня увеличилось до нескольких тысяч. Днём по указанию Руцкого началась запись в добровольческий «полк».
Правительство Москвы вместе с мэром Юрием Лужковым поддержали Бориса Ельцина, в то время как Моссовет расценил действия Ельцина как антиконституционные, а Указ № 1400 — как не имеющий юридической силы и не подлежащий исполнению. Коллегия Министерства связи (согласно указанию, полученному от министра Владимира Булгака) приняла решение об отключении автоматической телефонной связи АТС-205 города Москвы, обслуживающей Дом Советов. Отключены были в здании парламента и другие виды связи. Генерал армии Павел Грачёв, продолжавший руководить Министерством обороны, несмотря на постановление о его отстранении, распорядился всем войскам выполнять только распоряжения, подписанные им самим или начальником Генерального штаба генерал-полковником Михаилом Колесниковым.
Совет Министров выступил с заявлением о поддержке и принятии к безусловному исполнению Указа № 1400. Председатель Совета Министров Виктор Черномырдин провёл селекторное совещание с руководителями республик, краёв и областей в составе Российской Федерации, в ходе которого потребовал от них поддержки действий Ельцина. Также он направил главам администраций регионов телеграмму с требованием не исполнять решения Верховного совета РФ и указы Руцкого. Тем временем председатель Конституционного суда Валерий Зорькин выступил с инициативой о проведении одновременных досрочных выборов нового высшего органа государственной власти и президента в соответствии с Конституцией и законами Российской Федерации.

### 23 сентября
В Доме Советов продолжилась экстренная сессия Верховного Совета. Выступая перед депутатами, Генеральный прокурор Российской Федерации Валентин Степанков заявил, что выступает категорически против возбуждения уголовного дела в отношении Ельцина и его сторонников и призвал обе стороны решить конфликт политическим путём. Ввиду такой позиции Генеральной прокуратуры, Верховный Совет назначил Виктора Илюхина специальным прокурором Российской Федерации по расследованию обстоятельств государственного переворота. Также депутаты выступили в поддержку предложения Валерия Зорькина о проведении одновременных досрочных выборов нового высшего органа законодательной власти и президента в полном соответствии с Конституцией и законами РФ.
В тот же день Ельцин подписал указ, предоставлявший народным депутатам Российской Федерации юридические и социальные гарантии, а также крупное единовременное вознаграждение (многими депутатами это было воспринято как попытка «подкупа», однако 96 депутатов сдали свои мандаты). Днём на правительственном уровне было принято решение прекратить снабжение Дома Советов теплом и электроэнергией.

### 24 сентября
На ночном заседании Съезда народных депутатов было принято постановление, в котором действия Бориса Ельцина оценивались как государственный переворот, все правовые акты, подписанные им с 20:00 21 сентября, признавались незаконными и не подлежащими исполнению на всей территории Российской Федерации. Во исполнение решения Съезда спецпрокурор Виктор Илюхин вынес постановление о возбуждении уголовного дела по ст. 64 УК РСФСР в отношении Бориса Ельцина и других должностных лиц, предпринявших конкретные действия по прекращению деятельности Съезда народных депутатов, Верховного Совета и законно избранных судебных органов. Также Съезд утвердил произведённые ранее Верховным Советом и Александром Руцким назначения руководителей трёх силовых структур и постановил провести досрочные выборы народных депутатов Российской Федерации и Президента Российской Федерации не позднее марта 1994 года (конкретную дату должен был установить Верховный Совет).
В течение дня у здания парламента шёл фактически непрерывный митинг, сопровождавшийся трансляциями с заседаний Съезда. Вечером в районе станции метро «Баррикадная» произошло первое с начала событий столкновение между сотрудниками правоохранительных органов и сторонниками Верховного Совета, блокировавшими около 10 грузовиков с военнослужащими ОМСДОН. Силами ОМОН проход был расчищен. Прибывшие подразделения ОМСДОН оцепили территорию вокруг Белого дома.
Председатель Конституционного суда Валерий Зорькин, выступая на съезде, предложил депутатам назначить дату всеобщих перевыборов на 12 декабря, так как в марте 1994 года, по его мнению, будет уже поздно. Зорькин предложил обратиться к руководителям субъектов Федерации с призывом собраться в Москве 28 сентября и решить весь комплекс назревших вопросов. Кроме того, все конфликтующие стороны, по его мнению, обязаны вернуться к ситуации на 21 сентября и отменить все свои решения. В этот же день Руцкой отменил указ Ельцина от 6 июня 1992 года о возложении обязанностей мэра Москвы на Юрия Лужкова (при этом за ним сохранился пост премьера столичного правительства) и назначил главой администрации Москвы народного депутата России Сергея Ивченкова.

### 25 сентября
Ночью по указанию штаба защиты Белого дома проезд к Белому дому со стороны гостиницы «Мир» был с внешней стороны баррикад заблокирован подвезёнными бетонными плитами с целью не допустить водомётную технику близко к подъездам 8-20 Дома Советов. Рано утром подходы к Дому Советов были блокированы военнослужащими ОМСДОН, получившими приказ «выпускать людей и никого не впускать, за исключением народных депутатов».
Борис Ельцин своим указом отстранил от исполнения обязанностей главу администрации Брянской области Юрия Лодкина в связи с тем, что тот совершил действия, направленные на неисполнение указа № 1400.

### 26 сентября
В 10 часов утра Съезд возобновил работу. Руслан Хасбулатов вновь категорически заявил о невозможности компромисса с правительством. Народные депутаты подтвердили ранее принятое решение не расходиться и не разъезжаться из Дома Советов «до полной ликвидации путча и восстановления конституционного строя». С санкции Ельцина Сергей Степашин, который сложил с себя полномочия народного депутата, встретился с Александром Руцким и от его имени предложил ему покинуть Белый дом и сделать всё возможное для самороспуска Верховного Совета и Съезда народных депутатов, обещая за это прощение и благодарность со стороны Ельцина. Эти предложения приняты не были.
Александр Руцкой распространил обращение к руководителям органов представительной и исполнительной власти субъектов Федерации c предложением по преодолению последствий политического кризиса. Также он распространил обращение к гражданам России, призвав их принять участие во всеобщей политической стачке с 15:00 27 сентября. К вечеру кварталы, прилегающие к Дому Советов, были оцеплены усиленными нарядами милиции, ОМОН и военнослужащих ОМСДОН. Жителей домов, попавших в зону оцепления, пропускали только при предъявлении паспорта. К этому времени в Доме Советов полностью закончился запас солярки, остановился дизельный генератор, питавший энергией здание Верховного Совета. Остановились также все водонасосы, водоснабжение было парализовано. Обстановка осложнялась применением свечей и отсутствием воды в аварийной противопожарной системе. В ночное время передвижение по Белому дому было запрещено. На всех лестницах и переходах были выставлены вооружённые посты. Выход и вход людей до утра не разрешался из соображений безопасности: служба охраны Белого дома ожидала нападения.

### 27 сентября
Режим пропуска людей к Дому Советов был ужесточён. Усиленные наряды милиции и ОМОНа блокировали подходы к зданию парламента. Людей пропускали небольшими группами. Вечером в интервью телекомпании «Останкино» Борис Ельцин заявил, что он против одновременных досрочных выборов президента и народных депутатов и ни на какие компромиссы ни с какими органами власти не пойдёт.
В это же время у председателя Конституционного суда Валерия Зорькина была отключена спецсвязь через правительственный коммутатор с руководителями регионов.

### 28 сентября
В ночь с 27 на 28 сентября сотрудники ГУВД Москвы при поддержке военнослужащих дивизии имени Дзержинского, а также столичных служб коммунального хозяйства с помощью заграждений из поставленных друг за другом вплотную поливальных машин и колючей проволоки блокировали огромную территорию, прилегавшую к зданию Верховного Совета. Зона конфликта фактически расширилась до размеров всего бывшего Краснопресненского района. Пропуск людей и транспорта на оцепленную территорию был прекращён полностью.
Днем Валерий Зорькин от лица Конституционного суда обратился к федеральным органам власти и субъектам Федерации с требованием приостановить исполнение Указа № 1400 и основанных на нём последующих актов Бориса Ельцина, а также всех актов Съезда народных депутатов и Верховного Совета, принятых после 20:00 21 сентября. Конституционный суд потребовал также от обеих сторон противостояния не применять силу, исключить любые факты ограничения конституционных свобод, в том числе права на свободу массовой информации, а также безотлагательно созвать совещание руководителей представительной и исполнительной власти субъектов Российской Федерации с участием Ельцина и народных депутатов для принятия на нём решения о сроках и порядке проведения выборов депутатов и президента.
К окончанию рабочего дня, в связи с прибытием большого числа людей, обстановка в зоне кольца оцепления обострилась. Первые столкновения между правоохранительными силами и манифестантами произошли на улице Дружинниковской, когда военнослужащие внутренних войск и ОМОН начали оттеснять собравшуюся толпу в сторону станций метро «Краснопресненская» и «Баррикадная». При разгоне манифестантов пострадало несколько гражданских лиц, а во время последовавшего демонтажа баррикады получил смертельную травму сотрудник ГАИ Владимир Рештук.

### 29 сентября
Ночью началась блокада Моссовета. Здание и переулки, прилегающие к нему, были оцеплены подразделениями милиции и внутренних войск. На утро 29 сентября около Белого дома оставалось от 300 до 500 человек. По распоряжению руководства Верховного Совета допуск журналистов в здание был прекращён. Генерал-полковник Альберт Макашов, выступая с балкона Дома Советов, объявил, что в случае нарушения военнослужащими и сотрудниками милиции линии заграждения около Белого дома по ним будет открываться огонь на поражение без предупреждения.
Примерно в 10 часов утра до 300 манифестантов во главе с бывшим народным депутатом СССР Виктором Алкснисом провели митинг и попытались «прорваться к Белому дому», но были оттеснены сотрудниками милиции. Аналогичные действия были предприняты позднее в отношении митингующих у кинотеатра «Баррикады», где часть манифестантов попыталась возвести баррикаду между кинотеатром «Баррикады» и зоопарком. Днём военнослужащие дивизии им. Дзержинского взяли под свой контроль здание Моссовета и перекрыли туда вход. Вечером было распространено требование правительства РФ и правительства Москвы по организованному освобождению Дома Советов.
Все митинги в поддержку Верховного Совета в различных местах Москвы жестоко подавлялись ОМОНом. Согласно справке Министерства внутренних дел Российской Федерации за 29 сентября 1993 года, в этот день было задержано 106 манифестантов, 6 гражданских лиц обратились за помощью в медицинские учреждения города.
Патриарх Московский и всея Руси Алексий II обратился к противостоящим друг другу ветвям власти с воззванием не допустить кровопролития и не решать политические проблемы силой. От имени Церкви Патриарх предложил своё посредничество в переговорах и Свято-Данилов монастырь в Москве в качестве места для их проведения.

### 30 сентября
На фоне сообщений о приближающейся к Дому Советов бронетехнике, Александр Руцкой приказал командиру 39 мотострелковой дивизии генерал-майору Фролову В. Д. к 1-3 октября 1993 года выдвинуть к Дому Советов два мотострелковых полка. В этот же день стало известно, что обе противоборствующие стороны приняли предложение Патриарха Алексия II, предложившего от имени Русской православной церкви свои посреднические услуги. К вечеру со станции метро «Баррикадная» начали прибывать манифестанты, которые поодиночке или группами до 50-100 человек стали направляться к оцеплению вокруг Дома Советов Российской Федерации, однако все акции жестоко разгонялись сотрудниками милиции.

### 1 октября
В ночь с 30 сентября на 1 октября 1993 года в гостинице «Мир» состоялись переговоры между представителями Съезда народных депутатов и «президентской стороны». Съезд представляли Рамазан Абдулатипов и Вениамин Соколов. Со стороны Бориса Ельцина участвовали Сергей Филатов, Олег Сосковец и Юрий Лужков. В результате переговоров был подписан Протокол № 1, предусматривавший на первом этапе добровольное разоружение Дома Советов и подачу туда света, тепла и включения телефонной связи, а на втором этапе «согласование и выполнение правовых и политических гарантий».
Утром Президиум Верховного Совета заявил, что рассматривает проблему оружия как составную часть общего урегулирования политического кризиса, которая не имеет самостоятельного значения и не подлежит вычленению из общей ситуации. Предварительным условием для последующего ведения каких бы то ни было переговоров политического характера было названо включение телефонной связи, возобновление энерго- и теплоснабжения, подвоз питания и медицинское обеспечение. Позднее Съезд денонсировал Протокол № 1 и сформировал новую Рабочую группу для проведения переговоров, которую возглавил Юрий Воронин.
В это же время в резиденции Патриарха Московского и Всея Руси Алексия II начались переговоры представителей президента, Верховного Совета и Конституционного суда.
Как заявил журналистам первый вице-премьер правительства РФ Владимир Шумейко, поскольку подача энергоснабжения в Белый дом была предназначена для процедуры сдачи оружия, а таковая не состоялась, энергоснабжение было вновь отключено.

### 2 октября
Александр Руцкой издал указ, освобождавший от занимаемых должностей председателя Совета Министров Виктора Черномырдина и других членов президиума правительства. Данный указ не имел практических последствий. Руцкой также направил Обращение к участникам митингов и демонстраций в Москве и других городах России, в котором призвал к активизации акций гражданского протеста против государственного переворота.
На Смоленской площади начались масштабные столкновения между сторонниками Верховного Совета и правоохранительными органами. Манифестанты перекрыли движение по Садовому кольцу и начали возводить баррикаду, используя для этого подручные материалы, после чего подожгли использованные для возведения баррикады старые автомобильные шины и доски. Попытки бойцов ОМОН захватить баррикаду не увенчались успехом. Через некоторое время руководство ГУВД Москвы было вынуждено пойти на переговоры с защитниками баррикады. Была достигнута договорённость, что к 23 часам манифестанты разойдутся сами, при этом сотрудники милиции не будут их преследовать, после чего защитники баррикад покинули место противостояния и разошлись. По данным МВД, в столкновениях на Смоленской площади получили телесные повреждения 24 сотрудника милиции (из них 12 госпитализировано, двое — в тяжёлом состоянии) и 5 граждан (двое госпитализировано).
Тем временем в ночь на 3 октября участники переговоров в Свято-Даниловом монастыре утвердили предложения по нормализации обстановки вокруг здания Верховного Совета, предусматривавшие обмен информацией о составе вооружённых сил и вооружений у каждой из сторон с возможностью взаимной проверки, разработку совместного графика контролируемого сокращения вооружений, одновременную ликвидацию сторонами заграждений вокруг Дома Советов, организацию совместной охраны мест хранения оружия, а также установление режима пропуска граждан на территорию Дома Советов.

### 3 октября
В полдень на Октябрьской площади для проведения объявленного накануне общемосковского митинга в поддержку Верховного Совета начали собираться граждане и активисты оппозиционных партий и движений. Митинг был организован «Фронтом национального спасения». Подразделения ОМОН предприняли попытку заблокировать площадь и требовали перенести митинг на другое место. Анпилов и некоторые его сторонники стали призывать собравшихся идти к Дому Советов. Сплотившаяся вокруг них часть манифестантов стала двигаться по направлению к Крымскому мосту, постепенно увлекая за собой остальных. Во время прорыва колонны на Крымском мосту и в районе Смоленской площади против манифестантов были применены гранаты со слезоточивым газом.
В этот же день Борис Ельцин на вертолёте прилетает в Кремль из загородной резиденции.
 Около 3 часов дня у Дома Советов Александр Руцкой призвал народ штурмовать мэрию и Телецентр в Останкино. Сторонникам Верховного Совета под предводительством Альберта Макашова в результате столкновений с милицией удалось захватить здание мэрии города Москвы (бывшего СЭВа), а также находившуюся рядом гостиницу «Мир», где располагался оперативный штаб ГУВД Москвы.
В 16:00 Б. Н. Ельцин подписал указ о введении чрезвычайного положения в Москве. В это время демонстранты, возглавляемые Анпиловым и Макашовым, двинулись в сторону телецентра в Останкино с требованием предоставления им прямого эфира. Возле телецентра они были встречены вооружёнными сотрудниками милиции, внутренними войсками МВД и ОМОНом (часть из них находилась внутри здания), которые препятствовали проникновению в здание протестующими. Сторонники Верховного Совета предприняли попытку проникнуть в здание, протаранив грузовиком стеклянные двери (сам Макашов не давал команды на таран дверей телецентра).
Во время штурма раздалось два или три почти одновременных взрыва у пролома на месте дверей (осколками были ранены стоявшие рядом демонстранты), и одновременно внутри здания среди бойцов «Витязя» произошёл взрыв неустановленного взрывного устройства, от которого погиб рядовой спецназа Николай Ситников.
1. По версии сторонников Ельцина (в том числе, командира «Витязя» С. Лысюка[17]), поддержанной подавляющим большинством СМИ, это был выстрел из гранатомёта РПГ-7 В-1 со стороны демонстрантов[95][96]. Граната попала в стену позади рядового, и он был поражён осколками в затылок.
2. По версии следственной группы, выстрел из единственного гранатомёта, имевшегося у демонстрантов, не производился. Следствие посчитало доказанным, что на месте гибели рядового взрыва боевой части гранаты не было, так как разрыв тандемного кумулятивного заряда противотанкового гранатомёта РПГ-7 не мог не оставить следов на стене. Следы использованного взрывчатого вещества найдены не были. В связи с этим, экспертами и следователями высказывалось предположение, что взорвано было одно из не оставляющих следов спецсредств, имевшихся в распоряжении «Витязя», либо случайно, либо намеренно, с целью мобилизовать бойцов на открытие огня по толпе[95].

После взрыва, спецназ и БТРы начали вести огонь из автоматического оружия по толпе, собравшейся у телецентра, что привело к гибели по меньшей мере 46 человек, среди которых было несколько журналистов. Среди первых погиб оператор германской телекомпании ARD Рори Пек, снимавший возле входа в телецентр.
Телерадиовещание всех телекомпаний из Останкино было прекращено. Вечером Егор Гайдар по телевидению обратился к сторонникам Ельцина с просьбой собираться у здания Моссовета, взятого под контроль Министерством безопасности. В городском штабе народных дружин началось формирование отряда из военнослужащих, всего набралось около двух с половиной тысяч офицеров и прапорщиков запаса. Поздно вечером Альберт Макашов отдал приказ сторонникам Верховного совета отступать из Останкино к Дому Советов.
По данным Генпрокуратуры, 3-4 октября в районе телецентра было убито или впоследствии скончалось от полученных ран не менее 46 человек. Телесные повреждения различной степени тяжести получило не менее 124 человек.

### 4 октября

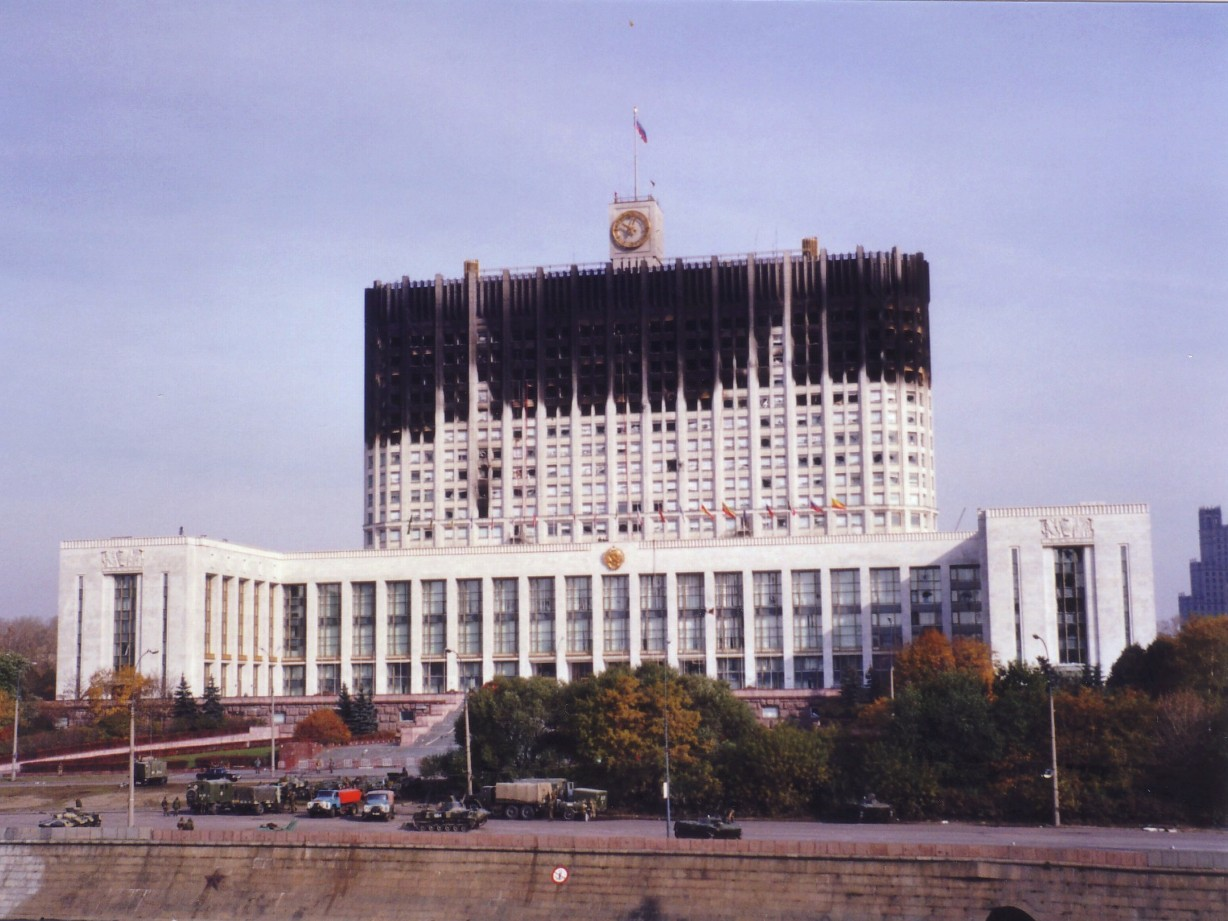
Обгоревший фасад Дома Советов

Между 3 и 4 часами утра 4 октября Борис Ельцин подписал приказ о привлечении войск Министерства обороны к штурму Дома Советов. По указанию П. С. Грачёва в Москву прибыли 10 танков Кантемировской дивизии. Около 6 часов Дом Советов был оцеплен сотрудниками милиции и военнослужащими. Утром в районе стадиона «Красная Пресня» из-за несогласованности действий произошли вооружённые стычки между «таманцами» и БТРами «дзержинцев», между «дзержинцами» и вооружёнными людьми из «Союза ветеранов Афганистана», также принимавшими участие в конфликте на стороне Ельцина. Были погибшие и раненые, как среди солдат, так и среди случайных прохожих.
В штурме Белого дома приняли участие около 1700 человек, 10 танков, 90 БТР, 20 БМП и свыше 60 БМД: контингент пришлось набирать из состава пяти дивизий, около половины всего контингента офицеры или младший начальствующий состав, а танковые экипажи набрали почти целиком из офицеров. Около 7 часов утра БМП и БТР начали вести прицельный огонь по окнам здания Верховного Совета. Около 9 утра расположенные на Калининском (Новоарбатском) мосту и на набережной Тараса Шевченко танки начали обстрел верхних этажей здания Верховного Совета. Всего в обстреле участвовало шесть танков Т-80, выпустивших 12 снарядов. Возле Дома Советов возобновилась интенсивная артиллерийская стрельба. К этому часу в Москве, по данным Главного медицинского управления, городские больницы уже оказали помощь 192 пострадавшим, 158 человек госпитализированы, 18 — умерли.
Защитники парламента начали покидать горящее здание, сдавая оружие. Задержанных посадили в автобусы и автомобили для сопровождения заключённых и перевезли на стадион «Лужники» и спорткомплекса «Дружба», где оставили под усиленной охраной подразделений ОМОН. Однако затишье длилось недолго. Ближе к вечеру начался массовый выход оборонявшихся из Верховного Совета в сопровождении бойцов группы «Альфа». Белый дом покинуло около 700 человек, которые шли держа руки за головами между двумя рядами солдат и садились в подогнанные со стороны Краснопресненской набережной автобусы. Александр Руцкой, Альберт Макашов и Руслан Хасбулатов были арестованы, после чего на автобусе в сопровождении бойцов «Альфы» и сотрудников службы безопасности президента России доставлены в следственный изолятор Лефортово. Руководители обороны Белого дома, некоторые участники, а также множество лиц, не участвовавших в противостоянии, были арестованы, и, по сведениям правозащитников, некоторые из них были подвергнуты избиениям и унижениям. В частности, избиению были подвергнуты некоторые депутаты. За день, по официальным данным, были убиты 74 человека, 26 из них — военные и работники МВД России, ранены 172. В результате пожара практически полностью уничтожены этажи здания с 12-го по 20-й, разрушено около 30 % общей площади Дома Советов.

### Несогласованность действий войск и её последствия
По версии Леонида Прошкина, бывшего следователя генеральной прокуратуры России, расследовавшего события, в первые часы штурма 4 октября действия различных подразделений силовых структур Министерства обороны и Министерства внутренних дел не были согласованы: «Не было единого командного центра, откуда бы координировались действия всех подразделений, участвовавших в операции.»
Утром 4 октября из-за несогласованности действий произошёл ряд столкновений с жертвами между подразделениями ОМСДОН, внутренними войсками МВД, вооружёнными добровольцами-ветеранами афганской войны, военнослужащими Таманской дивизии и 119-го парашютно-десантного полка.
Комментируя причины несогласованности подразделений силовых структур во время штурма Дома Советов России, приведших к большому количеству случайных жертв, бывший руководитель Службы Безопасности Президента России Александр Коржаков в 2003 году рассказал о разговоре тогдашнего министра обороны Павла Грачёва, руководителя главного управления охраны Михаила Барсукова и президента Бориса Ельцина в загородной резиденции «Завидово», состоявшемся за несколько дней до событий, участником которого он был:

За несколько дней до этого Барсуков на совете в Завидово предложил провести командно-штабные учения для отработки взаимодействия между теми частями, которым, возможно, придётся воевать в столице. Грачев встрепенулся: «Ты что, Миша, паникуешь? Да я со своими десантниками там всех порву». И Б. Н. его поддержал: «Пал Сергеичу виднее. Он Афган прошел». А вы, дескать, «паркетные», помолчите.

### Действия снайперов
Согласно одной из версий, которую приводит газета «Спецназ России», 3 октября около 15:00 снайпером, находившимся на уровне не ниже 15 этажа, был убит из снайперской винтовки Драгунова выстрелом в шею сотрудник ОМОН. После этого сотрудники милиции открыли огонь по демонстрантам — защитникам Дома Советов. По данным комиссии Госдумы РФ, в данном случае речь очевидно идёт о старшем лейтенанте, заместителе командира роты 2 полка патрульно-постовой службы милиции Александре Бойко, который был действительно убит снайпером у пандуса мэрии.
По данным комиссии Госдумы РФ, 4 октября в ходе штурма Белого дома несколько человек из числа защитников Дома Советов, военнослужащих, а также случайных лиц были убиты снайперами.
Существует много версий о том на чьей стороне воевали снайперы и их происхождении. По одной из версий это могли быть люди, вооружённые по приказу Александра Коржакова, по другой это были добровольцы из Приднестровья или военные из Союза офицеров, выступавшие на стороне Верховного Совета. Однако установить личности снайперов так и не удалось. Руководитель следственной группы Генеральной прокуратуры Российской Федерации по расследованию событий сентября-октября 1993 Леонид Прошкин назвал снайперов, участвовавших в событиях, вопросом, на который следственная группа «не смогла найти ответ».

### 5 октября
В ночь на 5 октября произошло несколько перестрелок с жертвами: у здания ИТАР-ТАСС на Тверском бульваре, в районе Бакунинской улицы, на станции Бирюлёво-Товарная и у Белого дома. По данным Бюро судебно-медицинской экспертизы Комитета здравоохранения Москвы, в ночь с 4 на 5 октября в разных районах столицы за неподчинение патрулям были убиты 6 человек. По данным прокуратуры города Москвы, в период с 3 по 5 октября 1993 года в связи с происходившими событиями сотрудниками милиции было задержано более 6000 человек, из них почти половина без оформления документов.
Конституционный Суд выступил с заявлением о сложении с себя функции проверки конституционности нормативных актов и международных договоров Российской Федерации.
После завершения событий указом Бориса Ельцина 7 октября был объявлен Днём траура.

## Оружие в Доме Советов
По данным следствия Генеральной прокуратуры Российской Федерации в Департаменте охраны Верховного Совета РФ по состоянию на 21 сентября 1993 г. находилось 1911 единиц огнестрельного оружия с достаточно большим запасов патронов, которое хранилось в оружейном складе, оружейных комнатах, отделах специального назначения и службы безопасности.
По результатам проверки Департамента охраны Верховного Совета, проведённой 29 сентября по указанию назначенных Руцким министра безопасности Виктора Баранникова и и. о. министра внутренних дел Андрея Дунаева, на учёте Департамента находилось 272 автомата АКС-74У калибра 5,45 мм, 38 автоматов АКМС калибра 7,62 мм, 1400 пистолетов Макарова и 100 автоматических пистолетов Стечкина. Официально полученное в Департаменте охраны Верховного Совета оружие имелось также у некоторых народных депутатов Российской Федерации.
После штурма, по данным газеты «Коммерсантъ», в Доме Советов было обнаружено 182 пистолета Макарова, 12 винтовок, 3 пистолета-пулемёта Стечкина, 9 сигнальных револьверов, 3 автомата Калашникова и 278 газовых пистолетов. Однако, согласно акту «Приёма и сдачи под охрану здания бывшего Дома Советов» от 10 октября 1993 года, в Белом доме было обнаружено 163 автомата, 5 ручных пулемётов, 2 снайперские винтовки, 1 гранатомёт, 420 пистолетов, 248 газовых пистолетов, 12 мин-ловушек, 1 взрывное устройство, 23 единицы прочего оружия.

## Защитники Дома Советов
23 сентября согласно письму назначенного Руцким министра обороны Владислава Ачалова для вооружения дополнительных подразделений со складов Департамента охраны было выдано 74 автомата АКС-74У, 7 пистолетов, 9600 патронов к АКС-74У и 112 патронов к пистолетам.
В число этих вооружённых подразделений входили:
- охрана силового руководства Дома Советов — Владислава Ачалова, Альберта Макашова и Андрея Дунаева общей численностью около 40 человек; в её состав входили военнослужащие, добровольцы с опытом боевых действий в приднестровском конфликте, а также гражданские лица; формирование было вооружено автоматами АКС-74У и несло службу по охране указанных должностных лиц, а также четырёх основных подъездов Дома Советов[4].
- группа «Север» из 10 гражданских лиц; члены группы несли службу по охране приёмной Александра Руцкого; автоматическое стрелковое оружие было им выдано 29 сентября в связи с резким обострением обстановки вокруг Дома Советов[4].
- «мотострелковый полк» с заявленной численностью 600 человек, сформированный Владиславом Ачаловым на основании указа Александра Руцкого; постоянное «ядро» личного состава не превышало 100—150 человек из гражданских лиц и отставных военных; огнестрельное оружие выдавалось только командованию «полка»; большая часть личного состава «полка» осуществляла дежурство на баррикадах вокруг Дома Советов[4].
- казачьи добровольческие формирования численностью около 100 человек; дислоцировались в Доме Советов, несли охранную службу внутри и вне здания парламента; автоматическое стрелковое оружие выдавалось отдельным членам формирований для несения службы внутри Дома Советов, а также в небольшом количестве в ночь на 27 сентября в связи с ожидавшимся штурмом Дома Советов (утром 28 сентября оружие было сдано) и в ночь с 3 на 4 октября 1993 года (20 автоматов АКС-74У)[4].
- отряд радикальной националистической организации «Русское национальное единство» (РНЕ) численностью около 100 человек во главе с А. П. Баркашовым; по данным комиссии Госдумы, всего 22 «баркашовцам» были выданы автоматы АКС-74У; члены отряда занимались также поддержанием порядка на территории, прилегающей к зданию парламента[4].

Часть боевых дружин, защищавших «Белый дом», были сформированы «Фронтом национального спасения» — организацией, объединившей сторонников коммунистических и националистических движений (лидер Илья Константинов).
В обороне Дома Советов участвовала также группа членов «Союза офицеров» (организации военных коммунистической и националистической ориентации) Станислава Терехова, назначенного в эти дни помощником министра обороны. Вечером 23 сентября группа «защитников Верховного Совета» под руководством Станислава Терехова совершила вооружённую провокацию — нападение на здание Главного командования ОВС СНГ на Ленинградском проспекте. В ходе инцидента погибли два человека.
Большинству организаций, участвовавших в защите Белого дома, впоследствии указом Ельцина было отказано в праве участия в выборах в Федеральное собрание.

### Отряд РНЕ
«Баркашовцы» имели хорошую физическую и строевую подготовку, отличались дисциплинированностью, сочетавшейся со слепым подчинением руководству своей организации. Члены отряда совершали не согласованные с руководством Верховного Совета действия по насильственному выдворению из здания парламента лиц, нежелательных с точки зрения руководства РНЕ; так, 30 сентября три члена РНЕ, вооружённые автоматами, без объяснения причин и оснований задержали и вывели за оцепление политолога Сергея Кургиняна.
По воспоминаниям Виктора Анпилова, «Руцкой… симпатизировал баркашовцам. И должен сказать, они выгодно отличались от всей массы защитников Дома Советов своей камуфляжной формой, дисциплиной строя и приветствием „Слава России!“ с выбрасыванием вперёд вытянутой ладони правой руки». Сам Руцкой, однако, назвал участие РНЕ в защите Дома Советов провокацией спецслужб, выступавших на стороне Ельцина. По его воспоминаниям, между охраной парламента и баркашовцами возникали конфликты из-за того, что члены РНЕ вывешивали лозунг «Бей жидов, спасай Россию!». По утверждению Александра Руцкого, бойцы РНЕ были пропущены в здание парламента по распоряжению Хасбулатова.
Назначенный Руцким заместитель министра обороны Альберт Макашов был противником участия РНЕ в защите здания Верховного Совета.
Баркашов был арестован лишь в конце декабря 1993 года, после того как получил огнестрельное ранение в бедро.

### Отряд «Днестр»
Как утверждает бывший следователь по особо важным делам Генеральной прокуратуры России, один из руководителей следственной группы Леонид Прошкин, в защите Дома Советов участвовал отряд «Днестр» КГБ самопровозглашённой Приднестровской Молдавской Республики:

Это опытные бойцы, прошедшие серьёзную войну у себя в регионе. 4 октября, когда против Белого дома была брошена бронетехника и стало ясно, что у защитников Верховного Совета нет шансов, приднестровцы, как установило следствие, не стали возвращаться на Красную Пресню и словно растворились. Никто из них не был задержан. Они прибыли в Москву со своим оружием и с ним же сумели вернуться в Приднестровье. Более того, была информация, что и нескольких своих погибших они сумели вывезти на Родину.
В 2013 году в интервью телекомпании НТВ офицер «Днестра» Сергей Лещенко заявил, что в Москву приезжало 12 бойцов его отряда и все они были без оружия.

## Действия в поддержку Верховного Совета
Сразу же после телеобращения Бориса Ельцина к гражданам России Российский общенародный союз выступил с заявлением, в котором действия Ельцина были охарактеризованы как антиконституционный переворот. Политсовет «Фронта национального спасения» призвал «организовывать акции гражданского неповиновения президенту и его окружению, блокировать пропрезидентские структуры, милицейские и воинские формирования, если они будут выполнять незаконные распоряжения своего начальства; провести массовые митинги и демонстрации протеста против государственного переворота; начать политические забастовки на предприятиях и в учреждениях». В последующие дни члены ФНС участвовали в формировании «боевых дружин», защищавших Белый дом.
Множество различных политических организаций всего политического спектра (от ультралевых до ультраправых), а также профсоюзные организации поддержали Верховный Совет в противостоянии с Борисом Ельциным.

### Участие КПРФ
ЦИК КПРФ осудил указ президента Ельцина о роспуске Съезда народных депутатов и Верховного Совета. Лидер партии Геннадий Зюганов в октябре 1993 года вошёл в оргкомитет «Фронта национального спасения». Также в защите здания парламента принимали участие и отдельные члены КПРФ.
Сам Зюганов покинул Белый дом за несколько дней до начала штурма и 2 октября выступил по телевидению с призывом не поддаваться на провокации и проявлять сдержанность для того, чтобы создать благоприятные условия для проведения под эгидой региональных властей переговоров о досрочных выборах народных депутатов и президента. Тем не менее, 4 октября деятельность КПРФ была приостановлена на две недели. В последующие годы Зюганов объяснял свой уход тем, что хотел спасти КПРФ от запрета для дальнейшего участия в политической жизни.

## Выражения поддержки Ельцину
Уже 21 сентября Центральный координационный совет Демократического союза России, как сообщила его лидер Валерия Новодворская, принял решение «горячо одобрить и поддержать решение президента, которое соответствует всем установкам нашей партии». А на следующий день лидеры движения «Демократическая Россия», включая Илью Заславского, Аллу Гербер и Юлия Нисневича, распространили заявление, в котором, в частности, говорилось, что решение президента Ельцина «разорвало порочный круг власти». Также Ельцина поддержали ряд профсоюзных организаций.

С самого начала конфликта активно поддерживали президента Юрий Лужков, Виктор Черномырдин и Егор Гайдар. В поддержку Кремля также высказались Владимир Жириновский и Григорий Явлинский.

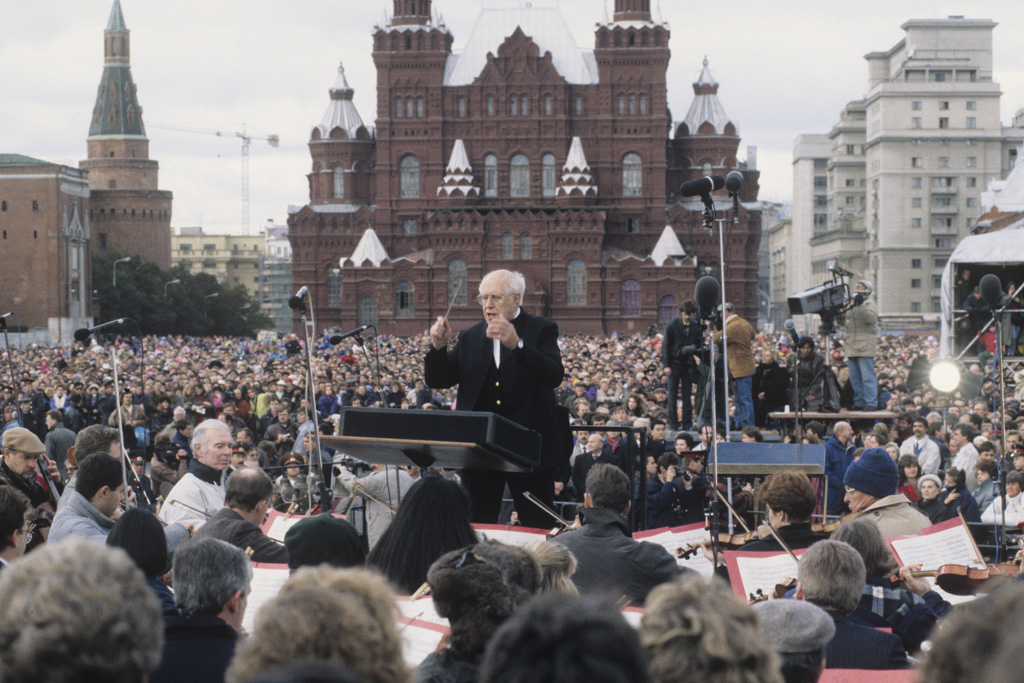
Концерт Национального симфонического оркестра США под дирижёрством Мстислава Ростроповича на Красной площади, 25 сентября 1993 г., Москва

25 сентября на Красной площади состоялся концерт Национального симфонического оркестра США под управлением Мстислава Ростроповича. На концерте присутствовали Борис Ельцин, генерал армии Павел Грачёв, мэр Москвы Юрий Лужков, москвичи и гости города. Концерт планировался заранее и был приурочен к 100-летию со дня смерти П. И. Чайковского. Но учитывая то, что выступление прошло в момент активного противостояния властей, а также тот факт, что Ростропович неоднократно в своих интервью признавался в симпатиях к Ельцину и его курсу, концерт расценивался как акт в поддержку Ельцина.
В тот же день движение «Демократическая Россия», совместно с организациями «Живое кольцо» и «Август-91», провели в Москве общегородскую акцию в поддержку действий Ельцина, включавшую митинг и манифестацию, в которой участвовали несколько тысяч человек. В поддержку Ельцина также выступило Общественно-патриотическое объединение добровольцев — защитников Белого дома в августе 1991 года в поддержку демократических реформ «Отряд „Россия“».
О поддержке действий Бориса Ельцина заявил ряд деятелей культуры (Леонид Ярмольник, Аркадий Арканов, Кирилл Лавров). Вечером 3 октября, после вооружённого инцидента у телецентра в Останкине, по Центральному телевидению транслировались заявления нескольких известных деятелей культуры, поддержавших Ельцина. Например, известная актриса Л. Ахеджакова говорила:

«Мне уже не хочется быть объективной.<…> Что же это за проклятая Конституция?! Ведь по этой Конституции сажали людей в тюрьмы. <…> Теперь в эту Конституцию пишут поправки, и главное, что в этих поправках, — привилегии. И сейчас за эту Конституцию, в которую уже вписаны, воткнуты их привилегии, они убивают людей. Я не знаю, что сейчас будет, если там сто тысяч людей. А где наша армия?! Почему она нас не защищает от этой проклятой Конституции?! А мне ещё говорят: легитимно, нелегитимно… Друзья мои! Проснитесь! Не спите! Сегодня ночью решается судьба несчастной России, нашей несчастной Родины. Наша несчастная Родина в опасности! Не спите! Нам грозят страшные вещи. Опять придут коммунисты!»
5 октября в газете «Известия» было опубликовано письмо в поддержку действий Ельцина, подписанное рядом известных писателей, среди которых были Дмитрий Лихачёв, Булат Окуджава и Даниил Гранин. Также в поддержку президента высказались писатель Василий Аксёнов и диссидент Владимир Буковский.
7 октября письмо с одобрениями действий Ельцина по разгону Съезда и парламента направил президент самопровозглашённой Чеченской Республики Ичкерия Джохар Дудаев: «Правительство Чеченской Республики одобряет Ваши действия по подавлению коммунистическо-фашистского мятежа в Москве, имевшего своей целью захватить власть в России и потопить в крови демократию… В этот суровый час, когда решается судьба России, мы ещё раз хотим заверить Вас, что мы готовы помочь в любой момент всеми средствами, которыми располагаем.».

## Предложения о проведении досрочных выборов обеих ветвей власти («нулевой вариант»)
22 сентября политсовет Партии экономической свободы (ПЭС) поддержал идею досрочных выборов парламента и президента России. С похожим предложением 24 сентября выступил Григорий Явлинский, предлагая провести досрочные выборы в срок не ранее февраля 1994 года.
25 сентября на встрече группы общественных деятелей, среди которых были С. Глазьев, Н. Рыжков, Н. Фёдоров, Г. Явлинский, было предложено провести выборы 12 декабря 1993 года и приостановить все решения органов представительной, исполнительной и судебной властей, принятые после 20:00 21 сентября.
Председатель Конституционного суда Валерий Зорькин и члены Конституционного суда готовы были простить Борису Ельцину упразднение Верховного Совета и Съезда народных депутатов при условии принятия президентом «нулевого варианта».
Также в сентябре идею досрочных парламентских и президентских выборов поддержал вице-президент Александр Руцкой;
К 3 октября 1993 года обозначились признаки того, что в случае продолжения мирных переговоров или противостояния без решительных действий с любой стороны, «нулевой вариант» мог стать основным. Согласно одной из версий, поскольку он не устраивал ни одну из активных сторон конфликта, Ельцин принял решение о силовом решении проблемы, а лидеры оппозиции (в первую очередь, Хасбулатов и Руцкой) вместо того, чтобы удержать прорвавшихся на помощь Съезду людей от необдуманных действий, направили их на захват телецентра «Останкино» и даже Кремля.

## Позиция российских регионов
Как сообщали корреспонденты газеты «Коммерсант», преобладающее настроение в регионах было выжидательным. Острая ситуация сложилась в Москве и Челябинске, где исполнительная власть однозначно поддержала, а законодательная отвергла указ Ельцина.
Решения президента не поддержали главы администраций Брянской, Белгородской, Челябинской, Новосибирской, Амурской и Магаданской областей, а также Мордовии и Бурятии.
По данным газеты «Коммерсант», к вечеру 23 сентября в 2/3 регионов указ президента поддержала исполнительная власть, примерно в одной трети регионов — законодательная власть.
24 сентября народный депутат Российской Федерации Аман Тулеев на Съезде народных депутатов огласил требования руководителей субъектов Федерации к федеральным органам власти, подписанные председателями Советов 26 регионов России:
- к Борису Ельцину — отменить Указ № 1400 и другие нормативные акты, связанные с его реализацией, восстановить в стране конституционную законность;
- к Съезду народных депутатов (при условии выполнения вышеуказанных требований) — немедленно назначить одновременные всенародные выборы президента и народных депутатов Российской Федерации, для чего обеспечить принятие необходимых законодательных актов;
- к Совету Министров — отменить цензуру в СМИ, возобновить выпуск закрытых газет, журналов, прекратить блокирование объективной информации о положении в стране на радио и телевидении, предоставить эфир представителям субъектов Федерации для изложения позиции их органов власти и Верховного Совета[4].

24 и 25 сентября за антипрезидентскую позицию были отправлены в отставку заместитель мэра Санкт-Петербурга Вячеслав Щербаков, глава администрации Брянской области Юрий Лодкин и глава администрации Новосибирской области Виталий Муха.
29 сентября в Новосибирске представители законодательных структур власти республик Бурятия и Тува, Алтайского и Красноярского краёв, Амурской, Иркутской, Кемеровской, Томской, Омской, Тюменской, Читинской и Новосибирской областей потребовали снять блокаду Белого дома, снять цензуру СМИ, отменить указы № 1400 и другие указы и распоряжения Бориса Ельцина.
На следующий день с аналогичными требованиями на совещании в здании Конституционного суда выступили представителей 62 субъектов Федерации.
1 октября региональные ассоциации в Самаре, Хабаровске, Новосибирске, Санкт-Петербурге и Екатеринбурге высказались в пользу одновременных выборов президента и парламента.

## Оценка роли ведущих участников событий
Публицист Леонид Радзиховский охарактеризовал власть Ельцина во время тех событий как грубую и бестолковую, а парламент как безответственных депутатов, окруженных разъярённой толпой, пересыпанной фашистами.
По мнению первого заместителя министра финансов России в 1993—1994 годах Сергея Дубинина, тогда Ельцин не допустил «гражданской войны и бедствий, которые их сопровождают».
В последующие годы Александр Руцкой заявлял, что в 1993 он восстал не против Ельцина, а против его окружения и всё могло пойти по другому, если бы на месте Хасбулатова был другой человек.
По мнению участника событий на стороне парламента, военного журналиста Владислава Шурыгина, для большинства людей тогда Верховный совет «был во многом был тем же самым, что и Ельцин», а вышедших протестующих «просто расстреляли танками и войсками».

## Информационная война. Цензура
По воспоминаниям публициста Леонида Радзиховского накануне конфликта в российских СМИ шла жестокая война между сторонниками и противниками Ельцина. Например, 1-й и 2-й каналы телевидения транслировали поддержку Кремля, в то время как газеты «День» Проханова, «Советская Россия», «Правда» вели ожесточенную борьбу против Ельцина.
21 сентября через час после телеобращения президента Ельцина Административный совет ВГТРК по инициативе генерального директора компании А. Г. Лысенко принял заявление о безоговорочной поддержке действий Бориса Ельцина. Заключение Конституционного суда в отношении Указа № 1400 было распространено ИТАР-ТАСС лишь в полдень 23 сентября.
23 сентября правительство Черномырдина передало в ведение правительства издания, учредителем которых являлся Верховный Совет, такие как «Российская газета», теле- и радиопрограммы «РТВ-Парламент» и другие. До избрания Государственной думы приостановлен выпуск телевизионной и радиовещательной программ «РТВ-Парламент». Издание «Российской газеты», являвшейся печатным органом ВС, приостановлено. Некоторые газеты выходили с белыми пятнами или рекламными объявлениями на месте материалов, снятых цензурой.
27 сентября была закрыта газета «День». В тот же день руководитель информационного агентства «Постфактум» Глеб Павловский заявил об уходе со всех административных постов в агентстве, объяснив своё решение установлением государственными СМИ полного контроля над информацией и введением «жёсткой повседневной цензуры».
На центральном телевидении сразу после начала конфликта были закрыты телепрограммы ВС РФ «Парламентский час» (РТР), авторская программа А. Политковского «Политбюро», ток-шоу А. Любимова «Красный квадрат» (ГТРК «Останкино»), «Времечко» и др., в которых высказывались критические замечания в адрес Ельцина. Только одна телепрограмма, «600 секунд», выходившая на телевидении Петербурга, освещала деятельность сторонников Верховного Совета в неотрицательном свете. Эта программа была закрыта сразу после штурма Белого дома.
По данным комиссии Госдумы, в период с 21 по 30 сентября 1993 года во многих российских СМИ распространялись материалы о необходимости и законности блокирования здания Верховного Совета, формируя негативное отношение к его защитникам и создавая ощущение опасности возникновения гражданской войны.
Также комиссии Госдумы были показаны видеоматериалы, согласно которым во время митингов журналист Дмитрий Холодов неоднократно в сопровождении иностранных журналистов подходил к сторонникам Верховного Совета, выбирал наиболее малокультурных, плохо одетых, неуравновешенных пожилых людей и вызывал их на матерную брань и другие экстремистские проявления, снимая это на видеокамеру.
Рассказывая о событиях сентября-октября 1993 года, журналисты американской телекомпании CBS отмечали, что Борис Ельцин контролировал российское ТВ и в результате граждане России не получали полной информации о происходящих событий. Многие кадры, показанные на Западе, не были показаны в России, а народные депутаты России и члены Верховного Совета РФ не имели возможности выступать по телевидению.
14 октября была прекращена деятельность ряда националистических и оппозиционных изданий.

## Последствия

### Политические итоги

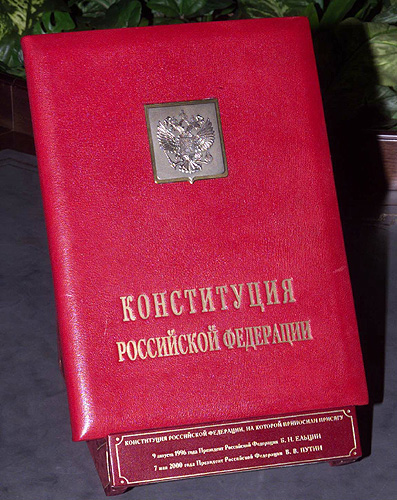
Новая Конституция РФ, принятая на всенародном голосовании 1993 года

В России была ликвидирована вся структура Советской власти, существовавшей с 1917 года; «двоевластие», выражавшееся в конфронтации президента с одной стороны и вице-президента и законодательных органов — с другой, закончилось. На переходный период в России установился авторитарный режим президента Б. Н. Ельцина. Деятельность Конституционного суда была приостановлена. Пост вице-президента был упразднён. Борис Ельцин своими указами отменял нормы действующей Конституции, законодательства. В связи с этим многие известные юристы, государственные деятели, политологи, политики, журналисты, а также историки выражали обеспокоенность судьбой демократии в России — в частности, член Президентского совета Алексей Казанник, активный сторонник Бориса Ельцина, отмечал в 1994 году, что в стране возможно установление диктатуры.
12 декабря 1993 года было проведено всенародное голосование по принятию новой Конституции в соответствии с «Положением о всенародном голосовании», утверждённым указом Ельцина. В тот же день прошли выборы депутатов в Государственную думу и Совет Федерации — палаты нового парламента, который должен был возникнуть в случае одновременного принятия Конституции, в заключительных положениях которой и оговаривались сами эти выборы. Однако проведение этого голосования противоречило законам РСФСР, согласно которым решение о проведении референдума могли принимать только Съезд народных депутатов РСФСР или Верховный Совет РСФСР.
Новой Конституцией в России устанавливалась смешанная республика с двухпалатным парламентом и сильной президентской властью. Борис Ельцин де-факто осуществлял полномочия президента России вплоть до вступления в должность президента на второй срок 9 августа 1996 года по результатам выборов.

### Новые парламентские выборы

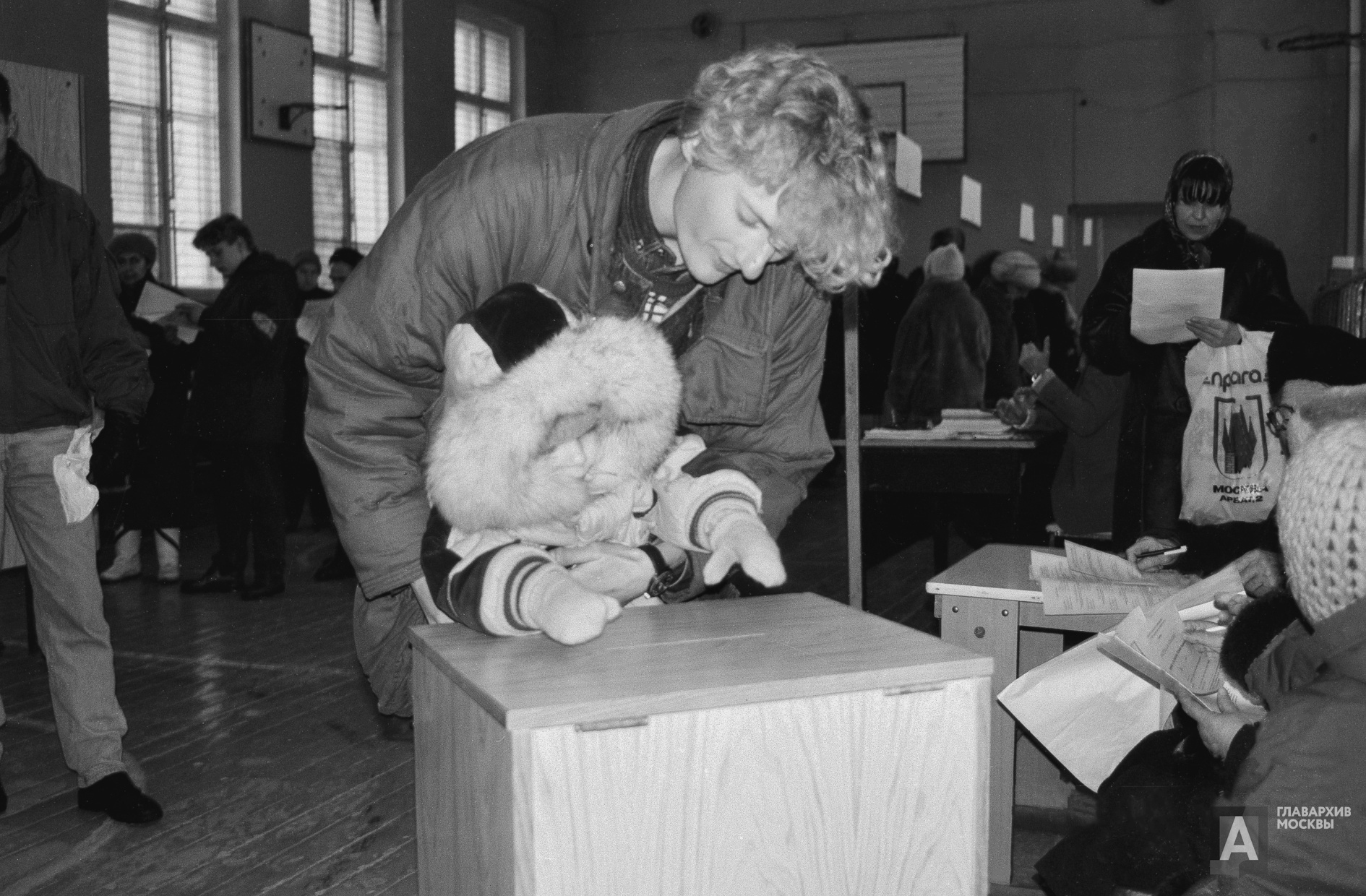
На избирательном участке в Москве во время выборов в новый парламент и проведения голосования по принятию Конституции. 12 декабря 1993 г.

12 декабря 1993 года впервые были проведены выборы в Федеральное собрание Российской Федерации. Это были первые и единственные выборы обеих палат Собрания, так как в дальнейшем выборы проводились только в Государственную думу Федерального собрания Российской Федерации — нижнюю палату.
От участия в выборах были отстранены партии и организации, члены которых принимали участие в столкновениях на стороне Верховного Совета, как участники «вооружённого мятежа».
Результаты выборов шокировали сторонников Бориса Ельцина: на первое место по партийным спискам неожиданно вышла популистская и националистическая ЛДПР во главе с Владимиром Жириновским — 23 % голосов. Блок «Выбор России», поддерживавший курс Ельцина и возглавлявшийся Егором Гайдаром, набрал лишь 15,5 % голосов. КПРФ во главе с Геннадием Зюгановым заняла третье место (12 % голосов).

### Данные о погибших и раненых
Основную часть погибших составили случайные жертвы из числа гражданского населения, в том числе несовершеннолетние, а также сторонники Верховного Совета, прибывшие на защиту Дома Советов, — в частности, 4 октября гражданского населения погибло почти в три раза больше, чем военнослужащих и сотрудников милиции.
6 октября корреспондент программы «Вести» телеканала РТР Андрей Пищаев сообщил о выносе из Белого дома 36 трупов, находившихся на верхних, выгоревших этажах здания.
7 октября на пресс-конференции МВД журналистам сообщили, что из здания парламента было вывезено 49 трупов. Однако следственная группа Генеральной прокуратуры не обнаружила там трупов и поэтому в материалах следствия ничего не говорится о погибших в здании парламента. Впоследствии комиссия Госдумы обнаружила некоторые свидетельства о погибших в здании.
В официальном списке погибших, представленном 27 июля 1994 года следственной группой Генеральной прокуратуры, числится 147 человек: в Останкине — 45 гражданских и 1 военнослужащий, в «районе Белого дома» — 77 гражданских и 24 военнослужащих Министерства обороны и МВД. По данным Генеральной прокуратуры РФ, которые были предоставлены комиссии Госдумы в 1999 году, число погибших во время событий у мэрии Москвы, у телецентра «Останкино» 3 октября и при штурме Дома Советов 4 октября составило не менее 124 человек (среди погибших нет ни одного народного депутата России), число раненых в те дни — не менее 348. Однако в эти цифры были включены не все. По данным следствия, которые приведены в докладе комиссии Госдумы, 4 октября непосредственно в связи со штурмом Дома Советов были убиты не менее 74 человек, не менее 172 человек получили ранения и иные телесные повреждения различной степени тяжести.
По данным Комитета здравоохранения Москвы, в период с 21 сентября по 6 октября 1993 года в связи с происходившими событиями пострадало 756 человек, из которых госпитализировано 455, обслужено амбулаторно — 195 человек. С места событий в морги г. Москвы вывезено 106 трупов, из числа пострадавших в стационарах города умерло 27 человек.	
Всего за время событий (21 сентября — 5 октября), по данным комиссии Госдумы, погибло 158 человек (130 гражданских лиц и 28 военнослужащих и сотрудников милиции) и 423 человека были ранены или получили иные телесные повреждения (321 гражданское лицо и 100 военнослужащих и сотрудников милиции, а также 2 сотрудника охраны Кирсана Илюмжинова, которые были избиты сотрудниками милиции). Однако существует ещё ряд имен, не включённых в этот список пострадавших.

Мемориал памяти защитников Белого дома 1993 г.
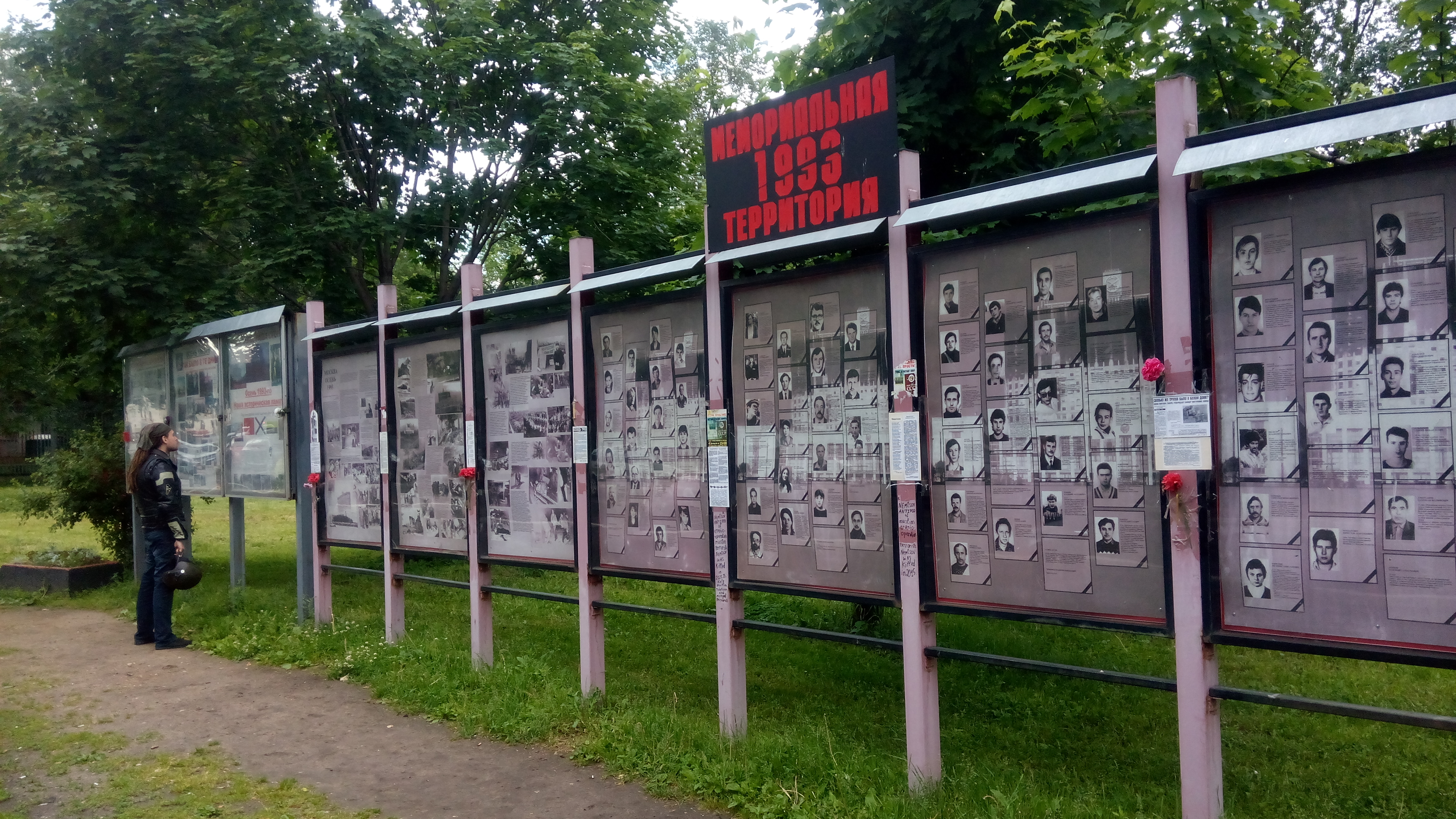

По данным общества «Мемориал», на 13 этаже Дома Советов в результате пожара погиб научный сотрудник Павел Алфёров.
В сентябре 1998 года на заседании комиссии Госдумы Руслан Хасбулатов заявил, что лично видел, как из крупнокалиберного пулемёта была расстреляна женщина, которая пыталась подойти к разбитому окну и помахать белым флагом, чтобы солдаты прекратили стрелять.
Генерал-майор милиции в отставке Владимир Овчинский, в 2011 году заявил, что в здании Верховного Совета России во время штурма погиб одноклассник его дочери, который накануне штурма принёс еду защитникам Белого дома.
В докладе комиссии Госдумы приводится информация о погибших в здании парламента, однако они не включены в общий список погибших, поскольку неизвестны ни их имена, ни их количество. Таким образом, число 158 погибших не является полным.
Некоторые СМИ со ссылкой на государственных деятелей, политических экспертов и других известных личностей публикуют версии о сотнях, иногда и о тысячах погибших в результате политических событий в октябре 1993 года.
Кандидат исторических наук Валерий Шевченко в своей работе «Жертвы Чёрного Октября» предпринял попытку установить число погибших в здании Верховного Совета во время штурма 4 октября.

### Уголовное дело и амнистия
Уголовное дело о массовых беспорядках в городе Москве 3-4 октября 1993 года вела Генеральная прокуратура РФ. В ходе следствия было изъято около 600 единиц оружия. В качестве обвиняемых по делу выступали: председатель Верховного Совета Руслан Хасбулатов, вице-президент Александр Руцкой, министр обороны Владислав Ачалов, министр безопасности Виктор Баранников, заместитель Ачалова Альберт Макашов, руководитель националистической организации «Русское национальное единство» Александр Баркашов и ряд его соратников, начальник личной охраны Макашова Евгений Штукатуров.
По мнению комиссии Госдумы, следствие фактически рассматривало указ Ельцина № 1400 и другие нормативные акты и действия, направленные на его реализацию, как правомерные и, соответственно, не имевшие прямого отношения к возникновению массовых столкновений и иных тяжких последствий. Из представителей стороны Ельцина был допрошен в качестве свидетеля только Владимир Шумейко.
В докладе комиссии Госдумы утверждалось, что должностные лица «правительственной стороны» препятствовали проведению объективного, всестороннего и полного расследования.
23 февраля 1994 года Государственная дума России объявила политическую амнистию участникам событий сентября — октября 1993 года.
26 февраля постановление об амнистии было исполнено директором ФСК Николаем Голушко и Генеральным прокурором Алексеем Казанником, несмотря на попытки противодействия со стороны Бориса Ельцина: Александр Руцкой, Руслан Хасбулатов, Виктор Анпилов и другие оппозиционные лидеры были освобождены из следственного изолятора «Лефортово». В докладе комиссии Госдумы утверждается, что Ельцин и его окружение предлагали судить Руцкого, Хасбулатова и других лиц, выступивших против разгона Съезда и Верховного Совета, по ст. 102 УК РСФСР (Умышленное убийство при отягчающих обстоятельствах), которая предусматривала смертную казнь.
В сентябре 1995 года производство по уголовному делу было прекращено, и оно было сдано в архив. Бывший руководитель следственной группы Леонид Прошкин заявил, что администрация Ельцина оказывала давление на Генпрокуратуру, от следователей прятали улики. Из 1350 страниц составленного им постановления по прекращению дела около 300 было изъято.

### Расследование комиссии Госдумы России
14 мая 1998 года Госдума приняла постановление «О комиссии Государственной Думы Федерального Собрания Российской Федерации по дополнительному анализу событий 21 сентября — 5 октября 1993 года», которая завершила работу в сентябре 1999 года и спустя 3 месяца была упразднена. Итоги деятельности Комиссии были рассмотрены 20 сентября 1999 года на парламентских слушаниях.
По мнению комиссии Госдумы, амнистия участникам событий 21 сентября — 4 октября 1993 года, объявленная в феврале 1994 года, «увела от ответственности многих виновников тяжких последствий происшедшего, оказала негативное влияние на качество расследования уголовных дел, подлежавших прекращению вследствие указанного акта амнистии, а также фактически лишила большинство невинно пострадавших в этих событиях гражданских лиц, военнослужащих и сотрудников милиции возмещения понесённого ими ущерба, что могло быть реально осуществлено только в рамках уголовного процесса».
В результате работы комиссии Госдумы под председательством члена ЦК КПРФ Татьяны Астраханкиной, участвовавшей в событиях на стороне Верховного Совета, действия Бориса Ельцина были осуждены и признаны противоречащими Конституции Российской Федерации 1978 года, действовавшей на тот момент.
Следствие, проведённое Генеральной прокуратурой Российской Федерации, не установило, что кто-либо из погибших в ходе событий был убит из оружия, имевшегося в распоряжении народных депутатов и Департамента охраны Верховного Совета.

### Дальнейшая судьба участников событий
9 марта 1994 года руководитель Администрации президента Сергей Филатов утвердил «чёрный список», включавший 151 депутата, которые участвовали в работе Верховного Совета вплоть до 3 октября 1993 года и были лишены за это социальных льгот. Однако уже 22 апреля указом Ельцина льготы были распространены на всех депутатов, «чёрный список» фактически был отменён.
Большая часть народных депутатов и руководителей Верховного Совета, находившихся в Доме Советов во время штурма 4 октября, после завершения событий нашли себе место в политике, науке, бизнесе и на государственной службе.

## Лица, награждённые государственными наградами в связи с октябрьскими событиями

### Герои Российской Федерации
- Беляев, Николай Александрович — подполковник.
- Быстрицкий, Николай Тимофеевич — сержант милиции[230].
- Ерин, Виктор Фёдорович — генерал армии, министр внутренних дел РФ[231].
- Грицюк, Сергей Анатольевич (посмертно) — майор[230].
- Евневич, Валерий Геннадьевич — генерал-майор.
- Игнатов, Николай Иванович — гвардии подполковник.
- Кишинский, Александр Евгеньевич — майор милиции[230].
- Коровушкин, Роман Сергеевич (посмертно) — рядовой.
- Короченский, Анатолий Анатольевич (посмертно) — старший сержант.
- Коршунов, Сергей Иванович (посмертно) — младший лейтенант.
- Красников, Константин Кириллович (посмертно) — старший лейтенант.
- Куроедов, Алексей Юрьевич — старший сержант.
- Лобов, Юрий Владимирович (посмертно) — рядовой[230].
- Лысюк, Сергей Иванович — подполковник внутренних войск[230].
- Маврин, Александр Иванович (посмертно) — старший лейтенант милиции.
- Михайлов, Александр Валерьевич — лейтенант внутренних войск[230].
- Панков, Александр Егорович (посмертно) — старший сержант.
- Панов, Владислав Викторович (посмертно) — рядовой.
- Петров, Олег Михайлович (посмертно) — рядовой[230].
- Савченко, Александр Романович (посмертно) — подполковник.
- Селиверстов, Сергей Александрович — подполковник милиции[230].
- Сергеев, Геннадий Николаевич (посмертно) — младший лейтенант.
- Ситников, Николай Юрьевич (посмертно) — рядовой[230].
- Смирнов, Сергей Олегович (посмертно) — капитан.
- Фарелюк, Антон Михайлович (посмертно) — младший сержант.
- Хихин, Сергей Анатольевич (посмертно) — ефрейтор[232].

### Награждённыеорденом «За личное мужество»
- Белозёров, Игорь Юрьевич — редактор Российской государственной телерадиокомпании «Останкино» (посмертно)[233]
- Быркин, Вадим Валентинович — корреспондент информационного агентства ИТАР-ТАСС[233]
- Гинделеев, Эдуард Раисович — корреспондент радио Всероссийской государственной телевизионной и радиовещательной компании[233]
- Голушко Николай Михайлович — генерал-полковник[234]
- Грачёв Павел Сергеевич — генерал армии, министр обороны РФ[234]
- Джафаров, Этибар Джафарович — корреспондент Российской государственной телерадиокомпании «Останкино»[233]
- Егоров, Сергей Валерьевич — корреспондент Российской государственной телерадиокомпании «Останкино»[233]
- Карпов, Вадим Эрнестович — корреспондент газеты «Труд»[233]
- Кобец Константин Иванович — генерал армии, зам. министра обороны РФ[234]
- Колпаков, Александр Артемьевич — корреспондент газеты «Московский комсомолец»[233]
- Красильников, Сергей Николаевич — видеоинженер Российской государственной телерадиокомпании «Останкино» (посмертно)[233]
- Лиллевяли, Марина Николаевна — корреспондент Всероссийской государственной телевизионной и радиовещательной компании[233]
- Маликова, Ирина Владимировна — телеоператор Российской государственной телерадиокомпании «Останкино»[233]
- Машатин Владимир Николаевич — фотокорреспондент газеты «Известия»[233]
- Пек Рори (посмертно) — репортёр
- Сафронов, Рустем Юрьевич — оператор Всероссийской государственной телевизионной и радиовещательной компании
- Терехов, Вячеслав Константинович — корреспондент информационного агентства «Интерфакс»[233], находившийся в здании Белого дома и освещавший октябрьские события[235]
- Утц, Валерий Константинович — фотокорреспондент газеты «Труд»[233]
- Хамельянин, Геннадий Иванович — фотокорреспондент информационного агентства ИТАР-ТАСС[233]
- Яков, Валерий Васильевич — корреспондент газеты «Известия»[233]

## Оценки
Оценка событий характеризуется полярностью точек зрения и зачастую определяется идеологическими предпочтениями авторов.
- Как «государственный переворот» квалифицируют события 21 сентября — 4 октября 1993 года Краткая историческая энциклопедия, написанная авторским коллективом под редакцией директора Института Всеобщей Истории РАН А. О. Чубарьяна, изданная в 2002 году издательством «Наука»[236], бывший руководитель Верховного Совета России Руслан Хасбулатов[120], доктор юридических наук Елена Лукьянова, выступавшая на стороне Верховного Совета и находившаяся в Доме Советов во время событий[237], политолог Лилия Шевцова[238].
- Как «подавление коммунистического мятежа» характеризовал их 10 лет спустя заведующий отделом социально-политических исследований ВЦИОМ Лев Гудков[239].
- Бывший президент СССР Михаил Горбачев поддержал позицию Верховного Совета и охарактеризовал те события как разгон первого свободно избранного в России парламента с помощью варварских методов и колоссального давления[240].
- Валерия Новодворская так оценила итоги событий октября 1993 года: Запад убедился в том, что Россия непредсказуема, президенту Ельцину стало дозволено все, в том числе воевать с Чечней и позволять своей охране арестовывать банкиров, а демократы в России осознали, что у них нет союзников ни в лице президента, ни в лице «красных, коричневых, зеленых или оранжевых» сил[240].
- Как «бессмысленное и беспощадное противостояние двух ветвей власти, у которых не было, по сути, никаких разногласий, кроме слепой корпоративной ненависти и спора, кто кого в землю закопает» 16 лет спустя характеризует те события публицист Леонид Радзиховский[241].
- Русский философ и социолог Александр Зиновьев оценил события октября 1993 года как завершение «антикоммунистического переворота в России», начатого в августе 1991 года. По его словам, в результате этого переворота был «разгромлен советский (коммунистический) социальный строй и на его месте был наспех сляпан постсоветский строй»[242].
- По мнению историка Дмитрия Фурмана, разгон Ельциным Верховного Совета мог отчасти послужить «вдохновляющим» примером для лидеров стран СНГ в конфликтах с мешавшими им парламентами[12]. Например, Назарбаев распустил парламент дважды в 1993 и в 1995, а Лукашенко распустил свой парламент в 1996[12]. Также Фурман отмечает, что возможно «Ельцин прямо просил Назарбаева разогнать свой парламент, чтобы не выглядеть одиноким на постсоветском пространстве»[12].
- Историк Восточной Европы Сергей Плохий оценивает указ Ельцина о роспуске Верховного Совета как начало движения России к автократической системе правления[243].

## В искусстве и масс-медиа

### В документалистике
- Станислав Говорухин. «Час негодяев» (1993)[244]
- Александр Невзоров. «Чудотворная» (1993 или 1995)[245]
- «The Struggle for Russia/Борьба за Россию» 16 эпизод 12 сезона документально-расследовательской программы На передовой[англ.] (США, PBS,1994)[246]
- Евгений Васильев. «Путч—2. Очередной переворот или призрак гражданской войны в России» (1995, Мастерская авторского кино)[240]
- Вячеслав Тихонов . «Русская тайна» (1996)[247]
- Евгений Кириченко, Мария Визитей. «Чёрный октябрь Белого дома» (2003, НТВ)[248][249]
- Василий Пичул. «Мятеж 93-го» (2003, ВГТРК)[250]
- Александр Мержанов. «Чёрные тени у Белого дома» (2003, РЕН ТВ)[251]
- Галина Огурная. «Россия. Точка невозврата. Штурм Белого дома» (2008, Петербург — Пятый канал)[252]
- Галина Огурная. «Штурм Останкино» (2009, Петербург — Пятый канал)[253]
- Николай Сванидзе, Роман Масло. «Исторические хроники. Борис Ельцин. Фильм 2» (2013, ВГТРК)[254]
- Вячеслав Тихонов. «1993. Осень» (2013, КПРФ ТВ)[255]
- Андрей Березин, Наталья Метлина. «Путч» (2013, Петербург — Пятый канал)[256]
- Владимир Чернышёв. «Белый дом, чёрный дым» (2013, НТВ)[257][258]
- Сергей Медведев, Ирина Голубева. «1993. Осень в огне» (2013, Первый канал)[259]
- «Руцкой и Хасбулатов. Удар властью» (2015, ТВЦ)[260]
- Николай Бурляев, Дмитрий Чернецов. «Отменивший войну» (2019)[261]
- Дмитрий Новиков, Елена Светикова. «Эволюция баррикад» (2020, RTVI)[262]
- Адам Кёртис. «Россия 1985—1999: TraumaZone», 5 серия (2022, ВВС)
- Наиля Аскер-заде, Кирилл Егоров. «1993 год. Перелом» (2023, ВГТРК)[263]
- Алексей Пивоваров. «Октябрь 1993: как случился расстрел Белого дома?». (2023, YouTube-канал Редакция)
- Роман Гальперин, Лилия Самойлова. «Октябрь 1993. Штурм в прямом эфире» (2023, МТРК «Мир»)[264].

### В художественных фильмах
- «1993» — экранизация одноимённого романа Сергея Шаргунова (2023, режиссёр Александр Велединский)

### В музыке
- В последней песне Игоря Талькова «Господин президент» (1991), адресованной президенту Борису Ельцину, звучало требование о разгоне российского парламента («Господин президент, разгоните свой конвент»)
- «Правда на правду» — песня группы «ДДТ»
- «Повелитель блох» — песня группы «Алиса»
- «Новый день», «Победа» и «Родина» — песни группы «Гражданская Оборона»
- «Белый дом, чёрный дом» — песня Вилли Токарева[265].
- «Чёрный октябрь» — песня группы «Radio Tapok»[266].
- Альбом «Флаг» (1993) проекта «Последний патрон» участника группы «Гражданская Оборона» Игоря Жевтуна полностью посвящён событиям октября 1993 года[267].
- «Москва 993» — песня группы «Трибунал» Наталии Медведевой.

### В литературе
- О событиях октября 1993 Валентином Сорокиным написана поэма «Батый в Кремле», датирована 4—23 октября 1993 года, впервые опубликована в книге «Будь со мной» (М., 1996), также стихи «1993», «Расстрелянная Москва», «Каин» и др.
- Теме событий октября 1993 посвящена поэма Евгения Евтушенко «Тринадцать», (1993—1996)[268][269].
- Действие повести Андрея Кивинова «Петербургский презент» (1994) происходит в октябре 1993 года, в ней описано крайне негативное отношение сотрудников милиции к подавлению защитников Конституции силовым путём.
- События повести Никиты Филатова «Переходный период» (1995) происходят во время штурма Белого дома 3-4 октября 1993 года.
- Рассказ Ивана Черных «Спираль Бруно» (1995) посвящён событиям 3-4 октября 1993 года в Москве.
- Бондарев, Юрий Васильевич «Бермудский треугольник». В данном романе описываются события происходившие с журналистом начиная с 4 октября 1993 года.
- Сорокин, Валентин Васильевич. Батый в Кремле. Поэма.
- Проханов, Александр Андреевич. «Красно-коричневый». Роман, посвящённый обороне Дома Советов, описывающий закулисные политические интриги, портреты известных политических деятелей времени, а также зверства и пытки, совершавшиеся правоохранительными органами.
- Сергей Шаргунов. «1993. Семейный портрет на фоне горящего дома». Роман.
- Владимир Платоненко. «Ночь с двадцать первого на пятое». Роман, написанный участником событий.
- Сергей Алексеев. «Возвращение Каина».
- Владимир Бушин. Стихотворения «Я убит в Белом доме, кто заменит меня?», «Танец на крови», «Возмездие».